# 三国行政区划
三国行政区划，大体上保留了东汉末年形成的州、郡、县三级行政区划。

## 概况

三国政区示意图

三国行政区划制度与东汉末年极为相似，唯各州刺史、州牧的权力进一步增大，三国机要人物诸如刘备、曹操、诸葛亮等都曾担任州牧。
州的划分，以东汉十三州为基础，但是又有少数拆分州郡的情况。194年，东汉将凉州东部与司隶西部合成雍州，213年，凉州被并入雍州，但到220年曹魏又恢复凉州。荆州、扬州长期被曹魏与东吴分占，而且由于其本来面积广大，所以增设了大量郡置。226年，东吴从交州中分出广州，后取消，后又复设，總計三國共有十五州。
蜀汉灭亡后，晋在269年左右从益州中分出梁州，之后又在南中设立宁州，从雍、凉、梁中又分出秦州，从幽州中分出平州，最后加上东吴的交州、广州，形成统一初年的十九州格局。

## 列侯封地
三国也是中国历史上第一次出现三个国家都号称是正统，且名义上的目标都是统一天下。其中蜀汉虽然偏居中国的西南部，但是其势力的很多重要人物的祖籍或故乡都在中国北方。于是他们被封侯时，其封地很多是其籍贯所在地，实际根本不可能获得曹魏境内的封邑的收入，形成了中国历史上第一批“虚封”、“遥领”的列侯。最著名的如丞相诸葛亮被封“武乡侯”，武乡是其故乡徐州琅邪郡的侯国。此外，蜀汉还有为侯设县的情况，如关羽曾被东汉封为“汉寿亭侯”，刘备入蜀后改葭萌县为汉寿县。张飞的“西乡侯”封邑汉中郡西乡县，也是因侯而名。

## 史料
三国时期行政区划变迁虽然不大，但是由于唯一的正史《三国志》并没有地理志书，以致长期以来留下了很多疑难问题。而《晋书》的成书又远在三百餘年后，其中很多行政区划的内容出现过不少与《三国志》矛盾的情况而成为后世历史学家争论的问题。

## 行政區劃列表
以下郡縣表根據有關之史志典籍整理，主要參考以下書目：
- 《後漢書‧郡國志》南朝劉宋范曄著
- 《三國志》，晉代陳壽著
- 《晉書‧地理志》，唐代房玄齡等著
- 《水經注》，北魏酈道元著
- 《三國郡縣表》，清代吳增僅著
- 《三國郡縣表補正》，清代楊守敬著
- 《中國歷史地圖集》，近代譚其驤主編

見於《後漢書‧郡國志》，後世典籍無明確交代或記載不清楚之縣份列為無考縣份

### 曹魏
| 魏國郡縣表（咸熙二年‧公元265年）                                                                         |                           | | | | |
| 說明：「*」為漢靈帝中平元年（184年）後新置或復置的郡縣；「¹」為《中國歷史地圖集‧三國》中有標示的無考縣份 |                           | | | | |
| 州名 （縣數）                                                                                            | 州治                      | 郡名 （縣數） | 郡治 | 下轄縣名 | 備注 |
| 司隸 （68）                                                                                              | 洛陽                      | 建安十八年（213年），省司隸，河南尹入豫州，河東、河內二郡入冀州，三輔、弘農郡入雍州 黃初元年（220年），以河南、河內、河東、弘農四郡復置司隸，又稱司州 | 建安十八年（213年），省司隸，河南尹入豫州，河東、河內二郡入冀州，三輔、弘農郡入雍州 黃初元年（220年），以河南、河內、河東、弘農四郡復置司隸，又稱司州 | 建安十八年（213年），省司隸，河南尹入豫州，河東、河內二郡入冀州，三輔、弘農郡入雍州 黃初元年（220年），以河南、河內、河東、弘農四郡復置司隸，又稱司州 | 建安十八年（213年），省司隸，河南尹入豫州，河東、河內二郡入冀州，三輔、弘農郡入雍州 黃初元年（220年），以河南、河內、河東、弘農四郡復置司隸，又稱司州 |
| 司隸 （68）                                                                                              | 洛陽                      | 河南尹 （21） | 洛陽縣 | 洛陽縣、鞏縣、河陰縣、成皋縣、緱氏縣、新城縣、偃師縣、梁縣、新鄭縣、穀城縣、陸渾縣、陽城縣、#陽翟縣、#滎陽縣、#京縣、#密縣、#卷縣、#陽武縣、#苑陵縣、#中牟縣、#開封縣 | - 帶#縣份為正始三年（242年）所設之滎陽郡轄縣，後廢，縣還河南尹 - 魏改平陰縣為河陰縣 - 省併縣份：河南縣 - 無考縣份：平縣 |
| 司隸 （68）                                                                                              | 洛陽                      | 河內郡 （15） | 懷縣 | 懷縣、河陽縣、軹縣、沁水縣、溫縣、州縣、平皋縣、山陽縣、武德縣、修武縣、#汲縣、#共縣、#獲嘉縣、#朝歌縣、#林慮縣 | - 帶#縣份為黃初年間所設之朝歌郡（屬冀州）轄縣，後廢，縣還河內郡 - 無考縣份：陽樊縣、波縣 |
| 司隸 （68）                                                                                              | 洛陽                      | 弘農郡 （7） | 弘農縣 | 弘農縣、陝縣、黽池縣、宜陽縣、盧氏縣、湖縣、華陰縣 | |
| 司隸 （68）                                                                                              | 洛陽                      | 河東郡 （13） | 安邑 | 安邑、聞喜縣、垣縣、汾陰縣、大陽縣、猗氏縣、解縣、蒲坂縣、河北縣、濩澤縣、端氏縣、新安縣、*汾陽縣 | |
| 司隸 （68）                                                                                              | 洛陽                      | *平陽郡 （10） | 平陽縣 | 平陽縣、楊縣、永安縣、蒲子縣、襄陵縣、絳邑、臨汾縣、北屈縣、皮氏縣、*狐讘縣 | - 正始八年（247年），析河東郡置平陽郡 |
| 司隸 （68）                                                                                              | 洛陽                      | *野王郡 （1） | 野王縣 | 野王縣 | - 咸熙元年（264年），升野王典農校尉為野王郡，野王縣屬之，餘縣無考 |
| 司隸 （68）                                                                                              | 洛陽                      | *原武郡 （1） | 原武縣 | #原武縣 | - 咸熙元年（264年），升原武典農校尉為原武郡，原武縣屬之，餘縣無考 - 帶#縣份為正始三年（242年）所設之滎陽郡轄縣，後廢，縣還河南尹 |
| 豫州 （87）                                                                                              | 譙縣 ↓ 項縣 ↓ 安城        | 東漢豫州治譙縣，魏初亦同；明帝年間徙治項城，正始年間徙治安城 | 東漢豫州治譙縣，魏初亦同；明帝年間徙治項城，正始年間徙治安城 | 東漢豫州治譙縣，魏初亦同；明帝年間徙治項城，正始年間徙治安城 | 東漢豫州治譙縣，魏初亦同；明帝年間徙治項城，正始年間徙治安城 |
| 豫州 （87）                                                                                              | 譙縣 ↓ 項縣 ↓ 安城        | 潁川郡 （8） | 陽翟縣 許昌縣 | 許昌縣、長社縣、潁陰縣、臨潁縣、郾縣、鄢陵縣、新汲縣、召陵縣 | - 無考縣份：綸氏縣、襄縣、潁陽縣¹ |
| 豫州 （87）                                                                                              | 譙縣 ↓ 項縣 ↓ 安城        | 汝南郡 （24） | 平輿縣 新息縣 | 新息縣、安陽縣、安城縣、慎陽縣、宜春縣、上蔡縣、平輿縣、定潁縣、灈陽縣、吳房縣、西平縣、新陽縣、西華縣、陽安縣、郎陵縣、#汝陰縣、#慎縣、#原鹿縣、#固始縣、#鮦陽縣、#新蔡縣、#襃信縣、#汝陽縣、#南頓縣                                                                     | - 帶#縣份為黃初三年（222年）所設之汝陰郡轄縣，後於嘉平年間省，縣還汝南郡 - 無考縣份：㶏強縣¹、富波縣¹、宜祿縣、征羌縣、思善縣 |
| 豫州 （87）                                                                                              | 譙縣 ↓ 項縣 ↓ 安城        | 梁國 （8） | 下邑 睢陽縣 | 睢陽縣、下邑、虞縣、碭山縣、鄢縣、蒙縣、寧陵縣、陽夏縣 | - 省併縣份：穀熟縣 - 無考縣份：薄縣 |
| 豫州 （87）                                                                                              | 譙縣 ↓ 項縣 ↓ 安城        | 陳國 （5） | 陳縣 | 陳縣、柘縣、武平縣、長平縣、項縣 | - 無考縣份：寧平縣、新平縣、扶樂縣¹ |
| 豫州 （87）                                                                                              | 譙縣 ↓ 項縣 ↓ 安城        | 沛國 （5） | 沛縣 | 沛縣、杼秋縣、公丘縣、豐縣、廣戚縣 | - 省併縣份：臨睢縣、太丘縣 - 無考縣份：穀陽縣、鄲縣、向縣、建平縣 |
| 豫州 （87）                                                                                              | 譙縣 ↓ 項縣 ↓ 安城        | 魯郡 （6） | 魯縣 | 魯縣、騶縣、蕃縣、薛縣、卞縣、汶陽縣 | |
| 豫州 （87）                                                                                              | 譙縣 ↓ 項縣 ↓ 安城        | *譙郡 （15） | 譙縣 | 譙縣、城父縣、酇縣、#宋縣、#苦縣、#蕭縣、#相縣、#銍縣、#符離縣、#竹邑縣、#龍亢縣、#洨縣、#𧈬縣、#蘄縣、#山桑縣 | - 建安末年，析沛郡置譙郡 - 帶#者為景初二年（238年）從汝陰、陳、沛三郡移入的縣份 |
| 豫州 （87）                                                                                              | 譙縣 ↓ 項縣 ↓ 安城        | *弋陽郡 （5） | 西陽縣 | 西陽縣、西陵縣、軑縣、弋陽縣、期思縣 | - 建安二十三年（218年），析汝南、江夏二郡置弋陽郡 |
| 豫州 （87）                                                                                              | 譙縣 ↓ 項縣 ↓ 安城        | *安豐郡 （4） | 安風縣 | 安風縣、雩婁縣、蓼縣、安豐縣 | - 黃初初年，析廬江郡（屬揚州）置安豐郡 |
| 豫州 （87）                                                                                              | 譙縣 ↓ 項縣 ↓ 安城        | *襄城郡 （7） | 襄城縣 | 襄城縣、定陵縣、昆陽縣、舞陽縣、父城縣、郟縣、*繁昌縣 | - 咸熙元年（264年），升襄城典農中郎將為襄城郡 |
| 冀州 （121）                                                                                             | 高邑 ↓ 鄴 ↓ 信都          | 東漢冀州治高邑，漢靈帝年間徙治鄴，黃初年間徙治信都 | 東漢冀州治高邑，漢靈帝年間徙治鄴，黃初年間徙治信都 | 東漢冀州治高邑，漢靈帝年間徙治鄴，黃初年間徙治信都 | 東漢冀州治高邑，漢靈帝年間徙治鄴，黃初年間徙治信都 |
| 冀州 （121）                                                                                             | 高邑 ↓ 鄴 ↓ 信都          | 魏郡 （9） | 鄴縣 | 鄴縣、繁陽縣、內黃縣、魏縣、黎陽縣、陰安縣、斥丘縣、#蕩陰縣、*長樂縣 | - 帶#縣份為黃初年間所設之朝歌郡（屬冀州）轄縣，後廢，縣還魏郡 - 省併縣份：梁期縣 |
| 冀州 （121）                                                                                             | 高邑 ↓ 鄴 ↓ 信都          | 鉅鹿郡 （8） | 癭陶縣 | 癭陶縣、鉅鹿縣、楊氏縣、南䜌縣、下曲陽縣、平鄉縣、鄡縣、*大陸縣 | |
| 冀州 （121）                                                                                             | 高邑 ↓ 鄴 ↓ 信都          | 趙國 （6） | 邯鄲縣 房子縣 | 房子縣、元氏縣、平棘縣、高邑、中丘縣、柏人縣 | |
| 冀州 （121）                                                                                             | 高邑 ↓ 鄴 ↓ 信都          | 常山郡 （7） | 元氏縣 真定縣 | 真定縣、井陘縣、南行唐縣、靈壽縣、九門縣、上曲陽縣、*石邑 | - 省併縣份：欒城縣、蒲吾縣 - 無考縣份：都鄉縣 |
| 冀州 （121）                                                                                             | 高邑 ↓ 鄴 ↓ 信都          | 中山國 （11） | 盧奴縣 | 盧奴縣、魏昌縣、安喜縣、蒲陰縣、望都縣、唐縣、北平縣、廣昌縣、毋極縣、安國縣、蠡吾縣 | - 無考縣份：新市縣 |
| 冀州 （121）                                                                                             | 高邑 ↓ 鄴 ↓ 信都          | 安平郡 （15） | 信都縣 | 信都縣、南宮縣、下博縣、武邑、堂陽縣、觀津縣、扶柳縣、經縣、安平縣、饒陽縣、南深澤縣、廣宗縣、阜城縣、*博陸縣、*棗強縣 | - 無考縣份：武遂縣 |
| 冀州 （121）                                                                                             | 高邑 ↓ 鄴 ↓ 信都          | 平原郡 （9） | 平原縣 | 平原縣、高唐縣、安德縣、西平昌縣、般縣、鬲縣、博平縣、聊城縣、茌平縣 | - 平原郡故屬青州，建安十八年（213年）改屬冀州 |
| 冀州 （121）                                                                                             | 高邑 ↓ 鄴 ↓ 信都          | 勃海郡 （9） | 南皮縣 | 南皮縣、東光縣、浮陽縣、高城縣、重合縣、蓚縣、廣川縣、#章武縣、*饒安縣 | - 帶#縣份為建安末年所設之章武郡（屬冀州）轄縣，嘉平年間廢，縣還勃海郡 |
| 冀州 （121）                                                                                             | 高邑 ↓ 鄴 ↓ 信都          | 河間郡 （10） | 樂成縣 | 樂成縣、武垣縣、鄚縣、易城縣、中水縣、成平縣、高陽縣、#東平舒縣、#文安縣、#束州縣 | - 帶#縣份為建安末年所設之章武郡（屬冀州）轄縣，嘉平年間廢，縣還河間郡 - 無考縣份：弓高縣 |
| 冀州 （121）                                                                                             | 高邑 ↓ 鄴 ↓ 信都          | 清河郡 （7） | 甘陵縣 | 甘陵縣、清河縣、東武城縣、繹幕縣、貝丘縣、靈縣、鄃縣 | - 漢桓帝建和二年（148年）更名為甘陵郡，魏復名清河郡 |
| 冀州 （121）                                                                                             | 高邑 ↓ 鄴 ↓ 信都          | *樂陵國 （5） | 厭次縣 | 厭次縣、樂陵縣、陽信縣、*新樂縣、*漯沃縣 | - 建安十八年（213年），析平原、勃海二郡置樂陵郡 |
| 冀州 （121）                                                                                             | 高邑 ↓ 鄴 ↓ 信都          | *廣平郡 （16） | 曲梁縣 | 曲梁縣、廣平縣、易陽縣、武安縣、涉縣、南和縣、平恩縣、邯鄲縣、襄國縣、任縣、曲周縣、列人縣、廣年縣、斥章縣、*肥鄉縣、*臨水縣 | - 黃初二年（221年），析魏郡置廣平郡 |
| 冀州 （121）                                                                                             | 高邑 ↓ 鄴 ↓ 信都          | *陽平郡 （9） | 館陶縣 | 館陶縣、元城縣、清淵縣、衛縣、發干縣、東武陽縣、頓丘縣、陽平縣、*樂平縣 | - 黃初二年（221年），析魏郡置陽平郡 |
| 兗州 （64）                                                                                              | 昌邑 ↓ 鄄城 ↓ 廩丘        | 東漢兗州治昌邑，興平二年（195年），曹操領兗州牧，徙治鄄城；魏初徙治廩丘 | 東漢兗州治昌邑，興平二年（195年），曹操領兗州牧，徙治鄄城；魏初徙治廩丘 | 東漢兗州治昌邑，興平二年（195年），曹操領兗州牧，徙治鄄城；魏初徙治廩丘 | 東漢兗州治昌邑，興平二年（195年），曹操領兗州牧，徙治鄄城；魏初徙治廩丘 |
| 兗州 （64）                                                                                              | 昌邑 ↓ 鄄城 ↓ 廩丘        | 陳留郡 （15） | 陳留縣 | 陳留縣、小黃縣、浚儀縣、尉氏縣、雍丘縣、襄邑、濟陽縣、外黃縣、平丘縣、封丘縣、酸棗縣、長垣縣、扶溝縣、圉縣、考城縣 | - 省併縣份：東昏縣 - 無考縣份：己吾縣¹ |
| 兗州 （64）                                                                                              | 昌邑 ↓ 鄄城 ↓ 廩丘        | 東郡 （5） | 濮陽縣 | 濮陽縣、燕縣、白馬縣、廩丘縣、鄄城縣 | - 省併縣份：樂平縣（陽平郡之樂平縣非此樂平縣） |
| 兗州 （64）                                                                                              | 昌邑 ↓ 鄄城 ↓ 廩丘        | 濟陰郡 （9） | 定陶縣 | 定陶縣、寃句縣、成陽縣、乘氏縣、句陽縣、單父縣、成武縣、己氏縣、離狐縣 | |
| 兗州 （64）                                                                                              | 昌邑 ↓ 鄄城 ↓ 廩丘        | 山陽郡 （8） | 昌邑縣 | 昌邑縣、高平縣、鉅野縣、湖陸縣、南平陽縣、方與縣、金鄉縣、瑕丘縣 | - 無考縣份：東緡縣¹、防東縣 |
| 兗州 （64）                                                                                              | 昌邑 ↓ 鄄城 ↓ 廩丘        | 任城郡 （3） | 任城縣 | 任城縣、亢父縣、樊縣 | |
| 兗州 （64）                                                                                              | 昌邑 ↓ 鄄城 ↓ 廩丘        | 東平國 （8） | 無鹽縣 壽張縣 | 壽張縣、須昌縣、無鹽縣、富成縣、東平陸縣、寧陽縣、范縣、剛縣 | - 無考縣份：鄣縣 |
| 兗州 （64）                                                                                              | 昌邑 ↓ 鄄城 ↓ 廩丘        | 濟北國 （5） | 盧縣 | 盧縣、蛇丘縣、東阿縣、穀城縣、臨邑 | - 無考縣份：成縣 |
| 兗州 （64）                                                                                              | 昌邑 ↓ 鄄城 ↓ 廩丘        | 泰山郡 （11） | 奉高縣 | 奉高縣、博縣、梁甫縣、鉅平縣、山茌縣、#嬴縣、#萊蕪縣、#南武陽縣、#南城縣、#牟縣、*平陽縣 | - 帶#縣份為建安末年所設之嬴郡轄縣，後廢，縣還泰山郡 |
| 徐州 （46）                                                                                              | 郯縣 ↓ 下邳 ↓ 彭城        | 東漢徐州治郯縣，漢末徙治下邳，魏初徙治彭城 | 東漢徐州治郯縣，漢末徙治下邳，魏初徙治彭城 | 東漢徐州治郯縣，漢末徙治下邳，魏初徙治彭城 | 東漢徐州治郯縣，漢末徙治下邳，魏初徙治彭城 |
| 徐州 （46）                                                                                              | 郯縣 ↓ 下邳 ↓ 彭城        | 下邳郡 （11） | 下邳縣 | 下邳縣、曲陽縣、良成縣、下相縣、司吾縣、取慮縣、睢陵縣、僮縣、徐縣、夏丘縣、淮陵縣 | - 魏吳兩界棄地：高山縣、盱台縣、東城縣、潘旌縣 |
| 徐州 （46）                                                                                              | 郯縣 ↓ 下邳 ↓ 彭城        | 彭城國 （6） | 彭城縣 | 彭城縣、留縣、傅陽縣、武原縣、呂縣、梧縣 | - 無考縣份：菑丘縣 |
| 徐州 （46）                                                                                              | 郯縣 ↓ 下邳 ↓ 彭城        | 東海國 （11） | 郯縣 | 郯縣、襄賁縣、戚縣、祝其縣、朐縣、厚丘縣、蘭陵縣、氶縣、昌慮縣、合鄉縣、利城縣 | - 建安三年（198年），析東海國設利城郡，利城縣屬之，餘縣無考，曹魏省，縣還東海國 |
| 徐州 （46）                                                                                              | 郯縣 ↓ 下邳 ↓ 彭城        | 琅邪國 （9） | 開陽縣 | 開陽縣、臨沂縣、陽都縣、繒縣、即丘縣、安丘縣、劇縣、*華縣、*費縣 | - 無考縣份：西海縣 |
| 徐州 （46）                                                                                              | 郯縣 ↓ 下邳 ↓ 彭城        | 廣陵郡 （4） | 廣陵縣 射陽縣 淮陰縣 | 淮陰縣、淮浦縣、海西縣、淩縣 | - 魏吳兩界棄地：廣陵縣、江都縣、海陵縣、射陽縣、高郵縣、堂邑、輿縣、東陽縣、安平縣、鹽瀆縣 |
| 徐州 （46）                                                                                              | 郯縣 ↓ 下邳 ↓ 彭城        | *東莞郡 （5） | 東莞縣 | 東莞縣、東安縣、臨朐縣、廣縣、蒙陰縣 | - 建安三年（198年），析琅邪、齊郡（屬青州）二郡置東莞郡 - 建安末年，析琅邪國設東安郡，東安縣屬之，餘縣無考，建安十九年（214年）省，縣還東莞郡 |
| 青州 （57）                                                                                              | 臨菑                      | 齊國 （10） | 臨菑縣 | 臨菑縣、西安縣、般陽縣、昌國縣、 東安平縣、益都縣、*廣饒縣、*新沓縣、*新汶縣、*南豐縣 | - 魏改益縣為益都縣 |
| 青州 （57）                                                                                              | 臨菑                      | 濟南國 （8） | 東平陵縣 | 東平陵縣、於陵縣、歷城縣、東朝陽縣、菅縣、鄒平縣、祝阿縣、漯陰縣 | - 無考縣份：著縣¹、台縣¹、土鼓縣¹、梁鄒縣¹ |
| 青州 （57）                                                                                              | 臨菑                      | 樂安郡 （9） | 臨濟縣 高苑縣 | 高苑縣、臨濟縣、博昌縣、利縣、蓼城縣、壽光縣、千乘縣、樂安縣、蓋縣 | |
| 青州 （57）                                                                                              | 臨菑                      | 北海國 （5） | 劇縣 平壽縣 | 平壽縣、下密縣、膠東縣、即墨縣、都昌縣 | - 無考縣份：拒縣、觀陽縣¹ |
| 青州 （57）                                                                                              | 臨菑                      | 東萊郡 （12） | 黃縣 | 黃縣、掖縣、當利縣、盧鄉縣、曲成縣、惤縣、#長廣縣、#牟平縣、#東牟縣、#不其縣、#昌陽縣、#*挺縣 | - 帶#縣份為建安初年所設之長廣郡轄縣，後廢，縣還東萊郡 - 無考縣份：葛盧縣 |
| 青州 （57）                                                                                              | 臨菑                      | *城陽郡 （13） | 東武縣 | 東武縣、莒縣、姑幕縣、諸縣、壯武縣、淳于縣、高密縣、營陵縣、朱虛縣、昌安縣、平昌縣、夷安縣、黔陬縣 | - 建安三年（198年），析琅邪（屬徐州）、北海二郡置城陽郡 |
| 荊州 （64）                                                                                              | 漢壽 ↓ 襄陽 ↓ 宛 ↓ 新野   | 東漢荊州治漢壽，劉表領州牧時徙治襄陽；建安十三年（208年）八月，劉琮降曹，曹魏得荊州 赤壁之戰（208年10月）後，荊州南部入吳，曹魏主要領有荊州北部之南陽、襄陽、南鄉三郡 此後魏、吳各置荊州，魏之荊州初治宛，正始年間徙治新野                                                | 東漢荊州治漢壽，劉表領州牧時徙治襄陽；建安十三年（208年）八月，劉琮降曹，曹魏得荊州 赤壁之戰（208年10月）後，荊州南部入吳，曹魏主要領有荊州北部之南陽、襄陽、南鄉三郡 此後魏、吳各置荊州，魏之荊州初治宛，正始年間徙治新野                                                | 東漢荊州治漢壽，劉表領州牧時徙治襄陽；建安十三年（208年）八月，劉琮降曹，曹魏得荊州 赤壁之戰（208年10月）後，荊州南部入吳，曹魏主要領有荊州北部之南陽、襄陽、南鄉三郡 此後魏、吳各置荊州，魏之荊州初治宛，正始年間徙治新野                                                | 東漢荊州治漢壽，劉表領州牧時徙治襄陽；建安十三年（208年）八月，劉琮降曹，曹魏得荊州 赤壁之戰（208年10月）後，荊州南部入吳，曹魏主要領有荊州北部之南陽、襄陽、南鄉三郡 此後魏、吳各置荊州，魏之荊州初治宛，正始年間徙治新野                                                    |
| 荊州 （64）                                                                                              | 漢壽 ↓ 襄陽 ↓ 宛 ↓ 新野   | 南陽郡 （27） | 宛縣 | 宛縣、冠軍縣、新野縣、西鄂縣、雉縣、魯陽縣、犨縣、堵陽縣、博望縣、舞陰縣、比陽縣、棘陽縣、湖陽縣、隨縣、淯陽縣、涅縣、鄧縣、酈縣、穰縣、朝陽縣、蔡陽縣、安眾縣、#安昌縣、#平氏縣、#葉縣、#*平林縣、#*義陽縣                                                               | - 中平年間，析南陽郡設章陵郡，章陵縣屬之，餘縣無考，後省，章陵縣改屬義陽郡 - 黃初三年（222年），魏改章陵縣為安昌縣 - 帶#縣份為黃初初年所設之義陽郡轄縣，嘉平年間廢，縣還南陽郡 - 無考縣份：復陽縣、成都縣、襄鄉縣                                                             |
| 荊州 （64）                                                                                              | 漢壽 ↓ 襄陽 ↓ 宛 ↓ 新野   | 江夏郡 （5） | 西陵縣 沙羡縣 石陽縣 安陸縣 | *石陽縣、鄳縣、安陸縣、南新市縣、#平春縣 | - 石陽縣為孫吳於漢末所置 - 帶#縣份為黃初初年所設之義陽郡轄縣，嘉平年間廢，縣還江夏郡 - 吳佔縣份：沙羡縣、竟陵縣、雲杜縣、鄂縣、下雉縣、蘄春縣 - 省併縣份：邾縣 |
| 荊州 （64）                                                                                              | 漢壽 ↓ 襄陽 ↓ 宛 ↓ 新野   | *襄陽郡 （8） | 襄陽縣 | 襄陽縣、中盧縣、山都縣、宜城縣、邔縣、臨沮縣、#鄀縣、*旍陽縣 | - 建安十三年（208年），析南郡置襄陽郡 - 旍陽縣為孫吳於漢末所置 - 帶#縣份為黃初初年所設之義陽郡轄縣，嘉平年間廢，縣還襄陽郡 |
| 荊州 （64）                                                                                              | 漢壽 ↓ 襄陽 ↓ 宛 ↓ 新野   | *南鄉郡 （8） | 南鄉縣 | 南鄉縣、順陽縣、酇縣、丹水縣、武當縣、陰縣、筑陽縣、析縣 | - 建安十三年（208年），析南陽郡置南鄉郡 |
| 荊州 （64）                                                                                              | 漢壽 ↓ 襄陽 ↓ 宛 ↓ 新野   | 魏興、新城、上庸三郡皆原屬益州漢中郡，魏佔其地後置郡，故歸屬荊州 | | | |
| 荊州 （64）                                                                                              | 漢壽 ↓ 襄陽 ↓ 宛 ↓ 新野   | *魏興郡 （西城郡） （5） | 西城縣 | 西城縣、安陽縣、#錫縣、*魏陽縣、*平陽縣 | - 建安二十年（215年），析漢中郡置西城郡，魏文帝改名為魏興郡 - 帶#縣份為太和二年（228年）所設之錫郡轄縣，景初元年（237年）廢，縣還魏興郡 |
| 荊州 （64）                                                                                              | 漢壽 ↓ 襄陽 ↓ 宛 ↓ 新野   | *新城郡 （5） | 房陵縣 | 房陵縣、*秭歸縣、*昌魏縣、*沶鄉縣、*夷陵縣 | - 建安二十四年（219年），析漢中郡置房陵郡，領房陵縣；黃初元年（220年），魏將房陵郡、上庸郡合併設置新城郡 - 黃初年間置綏陽縣，後改名為秭歸縣 |
| 荊州 （64）                                                                                              | 漢壽 ↓ 襄陽 ↓ 宛 ↓ 新野   | *上庸郡 （6） | 上庸縣 | #上庸縣、#安富縣、武陵縣、巫縣、 廣昌縣、*建始縣 | - 建安二十年（215年），析漢中郡置上庸郡，領上庸、錫二縣，黃初元年（220年）省入新城郡；太和二年（228年）重置，兩年後又廢；景初元年（237年）再置，嘉平中期又省；甘露四年（259年）再分新城郡置上庸郡 - 帶#縣份為太和二年（228年）所設之錫郡轄縣，景初元年（237年）廢，縣還上庸郡 |
| 揚州 （12）                                                                                              | 歷陽 ↓ 壽春 ↓ 合肥 ↓ 壽春 | 東漢揚州治歷陽，漢末徙治壽春；後壽春為袁術所據，徙治曲阿；建安二年（197年），袁術敗亡，還治壽春 建安初年，曹魏領有揚州西北角之九江（魏改為淮南）、廬江二郡，其餘部為孫策所佔，後廬江郡南部亦入東吳 此後魏、吳各置揚州；魏之揚州仍治壽春，不久徙治合肥；正始初年，復治壽春 | 東漢揚州治歷陽，漢末徙治壽春；後壽春為袁術所據，徙治曲阿；建安二年（197年），袁術敗亡，還治壽春 建安初年，曹魏領有揚州西北角之九江（魏改為淮南）、廬江二郡，其餘部為孫策所佔，後廬江郡南部亦入東吳 此後魏、吳各置揚州；魏之揚州仍治壽春，不久徙治合肥；正始初年，復治壽春 | 東漢揚州治歷陽，漢末徙治壽春；後壽春為袁術所據，徙治曲阿；建安二年（197年），袁術敗亡，還治壽春 建安初年，曹魏領有揚州西北角之九江（魏改為淮南）、廬江二郡，其餘部為孫策所佔，後廬江郡南部亦入東吳 此後魏、吳各置揚州；魏之揚州仍治壽春，不久徙治合肥；正始初年，復治壽春 | 東漢揚州治歷陽，漢末徙治壽春；後壽春為袁術所據，徙治曲阿；建安二年（197年），袁術敗亡，還治壽春 建安初年，曹魏領有揚州西北角之九江（魏改為淮南）、廬江二郡，其餘部為孫策所佔，後廬江郡南部亦入東吳 此後魏、吳各置揚州；魏之揚州仍治壽春，不久徙治合肥；正始初年，復治壽春     |
| 揚州 （12）                                                                                              | 歷陽 ↓ 壽春 ↓ 合肥 ↓ 壽春 | 淮南郡 （九江郡） （8） | 壽春縣 | 壽春縣、合肥縣、成德縣、下蔡縣、義成縣、西曲陽縣、平阿縣、鍾離縣 | - 黃初二年（221年），魏改九江郡為淮南國，嘉平元年（249年），改為淮南郡 - 魏吳兩界棄地：當塗縣、陰陵縣、浚遒縣 - 吳佔縣份：阜陵縣、全椒縣、歷陽縣 |
| 揚州 （12）                                                                                              | 歷陽 ↓ 壽春 ↓ 合肥 ↓ 壽春 | 廬江郡 （4） | 舒縣 皖縣 陽泉縣 六安縣 | 陽泉縣、龍舒縣、六安縣、灊縣 | - 魏吳兩界棄地：舒縣、居巢縣 - 吳佔縣份：臨湖縣、襄安縣、皖縣、尋陽縣 |
| *雍州 （58）                                                                                             | 姑臧 ↓ 長安               | 興平元年（194年），析涼州河西之武威、張掖、酒泉、敦煌、西海五郡置雍州，州治姑臧 建安十八年（213年），省涼州，與司隸之三輔、弘農郡一同併入雍州，徙治長安 | 興平元年（194年），析涼州河西之武威、張掖、酒泉、敦煌、西海五郡置雍州，州治姑臧 建安十八年（213年），省涼州，與司隸之三輔、弘農郡一同併入雍州，徙治長安 | 興平元年（194年），析涼州河西之武威、張掖、酒泉、敦煌、西海五郡置雍州，州治姑臧 建安十八年（213年），省涼州，與司隸之三輔、弘農郡一同併入雍州，徙治長安 | 興平元年（194年），析涼州河西之武威、張掖、酒泉、敦煌、西海五郡置雍州，州治姑臧 建安十八年（213年），省涼州，與司隸之三輔、弘農郡一同併入雍州，徙治長安 |
| *雍州 （58）                                                                                             | 姑臧 ↓ 長安               | 京兆郡 （秦國） （10） | 長安縣 | 長安縣、霸城縣、杜縣、鄭縣、藍田縣、商縣、上洛縣、陰槃縣、高陸縣、萬年縣 | - 魏改京兆尹為京兆郡 - 魏改霸陵縣為霸城縣，改杜陵縣為杜縣，改高陵縣為高陸縣 - 省併縣份：長陵縣、陽陵縣 - 無考縣份：新豐縣¹ |
| *雍州 （58）                                                                                             | 姑臧 ↓ 長安               | 馮翊郡 （9） | 高陵縣 臨晉縣 | 臨晉縣、池陽縣、重泉縣、頻陽縣、粟邑、蓮勺縣、郃陽縣、夏陽縣、*下邽縣 | - 魏改左馮翊為馮翊郡 - 省併縣份：雲陽縣（改撫夷護軍）、祋祤縣（改泥陽縣） - 無考縣份：衙縣 |
| *雍州 （58）                                                                                             | 姑臧 ↓ 長安               | 扶風郡 （11） | 槐里縣 | 槐里縣、始平縣、鄠縣、郿縣、武功縣、美陽縣、#雍縣、#渝麋縣、#杜陽縣、#陳倉縣、#汧縣 | - 魏改右扶風為扶風郡 - 帶#縣份為中平六年（189年）所設之漢興郡轄縣，黃初年間省，縣還扶風郡 - 省併縣份：安陵縣、茂陵縣 - 無考縣份：栒邑 |
| *雍州 （58）                                                                                             | 姑臧 ↓ 長安               | 北地郡 （2） | 泥陽縣 | 泥陽縣、富平縣 | - 廢棄縣份：弋居縣、廉縣、參䜌縣、靈州縣 |
| *雍州 （58）                                                                                             | 姑臧 ↓ 長安               | 安定郡 （6） | 臨涇縣 | 臨涇縣、朝那縣、烏枝縣、西川縣、*涇陽縣、*陰密縣 | - 魏改三水縣為西川縣 - 廢棄縣份：彭陽縣、陰槃縣、高平縣 |
| *雍州 （58）                                                                                             | 姑臧 ↓ 長安               | *新平郡 （2） | 漆縣 | 漆縣、鶉觚縣 | - 興平元年（194年），析安定、扶風二郡置新平郡 |
| *雍州 （58）                                                                                             | 姑臧 ↓ 長安               | 黃初年間，魏文帝析雍州之隴西、天水、南安、廣魏四郡置秦州，隨後廢，四郡還雍州 | | | |
| *雍州 （58）                                                                                             | 姑臧 ↓ 長安               | 隴西郡 （5） | 狄道 襄武縣 | 襄武縣、狄道、臨洮縣、首陽縣、鄣縣 | - 廢棄縣份：枹罕縣、河關縣、安故縣、氐道、大夏縣、白石縣 |
| *雍州 （58）                                                                                             | 姑臧 ↓ 長安               | 天水郡 （6） | 冀縣 | 冀縣、上邽縣、顯親縣、成紀縣、西縣、*新陽縣 | - 魏改漢陽郡為天水郡 - 無考縣份：勇士縣、隴縣、望垣縣、阿陽縣、蘭干縣 |
| *雍州 （58）                                                                                             | 姑臧 ↓ 長安               | 廣魏郡 （4） | 臨渭縣 | *臨渭縣、*清水縣、平襄縣、略陽縣 | - 建安十八年（213年），改永陽郡為廣魏郡 |
| *雍州 （58）                                                                                             | 姑臧 ↓ 長安               | *南安郡 （3） | 豲道 | 豲道、*新興縣、*中陶縣 | - 中平五年（188年），析漢陽郡置南安郡 |
| 涼州 （39）                                                                                              | 武威                      | 東漢涼州治隴縣，靈帝時徙治冀縣；建安十八年（213年），省涼州入雍州 黃初元年（220年），析雍州之河西八郡復置涼州，治武威 | 東漢涼州治隴縣，靈帝時徙治冀縣；建安十八年（213年），省涼州入雍州 黃初元年（220年），析雍州之河西八郡復置涼州，治武威 | 東漢涼州治隴縣，靈帝時徙治冀縣；建安十八年（213年），省涼州入雍州 黃初元年（220年），析雍州之河西八郡復置涼州，治武威 | 東漢涼州治隴縣，靈帝時徙治冀縣；建安十八年（213年），省涼州入雍州 黃初元年（220年），析雍州之河西八郡復置涼州，治武威 |
| 涼州 （39）                                                                                              | 武威                      | 金城郡 （4） | 允吾縣 榆中縣 | 榆中縣、允街縣、金城縣、浩亹縣 | - 無考縣份：允吾縣、枝陽縣¹、令居縣¹ |
| 涼州 （39）                                                                                              | 武威                      | 武威郡 （5） | 姑臧縣 | 姑臧縣、宣威縣、揟次縣、蒼松縣、顯美縣 | - 無考縣份：武威縣¹、張掖縣、休屠縣、鷥鳥縣、樸𠟼縣、媼圍縣、鸇陰縣¹、袓厲縣¹、左騎千人官 |
| 涼州 （39）                                                                                              | 武威                      | 張掖郡 （7） | 觻得縣 | 觻得縣、昭武縣、屋蘭縣、驪靬縣、番和縣、刪丹縣、氐池縣 | |
| 涼州 （39）                                                                                              | 武威                      | 酒泉郡 （9） | 祿福縣 | 祿福縣、表氏縣、樂涫縣、玉門縣、會水縣、沙頭縣、安彌縣、延壽縣、乾齊縣 | |
| 涼州 （39）                                                                                              | 武威                      | 敦煌郡 （8） | 敦煌縣 | 敦煌縣、冥安縣、效穀縣、淵泉縣、廣至縣、龍勒縣、*宜禾縣、*陽關縣 | |
| 涼州 （39）                                                                                              | 武威                      | 西海郡 （1） | 居延縣 | 居延縣 | - 建安十八年（213年），廢張掖居延屬國，改設西海郡 |
| 涼州 （39）                                                                                              | 武威                      | *西郡 （1） | 日勒縣 | 日勒縣 | - 興平二年（195年），析張掖郡置西郡 |
| 涼州 （39）                                                                                              | 武威                      | *西平郡 （4） | 西都縣 | *西都縣、破羌縣、臨羌縣、安夷縣 | - 建安末年，析金城郡置西平郡 |
| 并州 （42）                                                                                              | 晉陽                      | 建安十八年（213年），因匈奴、羌胡、鮮卑等部族侵擾，地界荒廢，故省并州入冀州 黃初元年（220年），以陘嶺以南復置并州，省去上郡、雲中、五原、定襄、朔方五郡 | 建安十八年（213年），因匈奴、羌胡、鮮卑等部族侵擾，地界荒廢，故省并州入冀州 黃初元年（220年），以陘嶺以南復置并州，省去上郡、雲中、五原、定襄、朔方五郡 | 建安十八年（213年），因匈奴、羌胡、鮮卑等部族侵擾，地界荒廢，故省并州入冀州 黃初元年（220年），以陘嶺以南復置并州，省去上郡、雲中、五原、定襄、朔方五郡 | 建安十八年（213年），因匈奴、羌胡、鮮卑等部族侵擾，地界荒廢，故省并州入冀州 黃初元年（220年），以陘嶺以南復置并州，省去上郡、雲中、五原、定襄、朔方五郡 |
| 并州 （42）                                                                                              | 晉陽                      | 太原郡 （13） | 晉陽縣 | 晉陽縣、陽曲縣、榆次縣、於離縣、盂縣、狼孟縣、陽邑、大陵縣、祁縣、平陶縣、京陵縣、中都縣、鄔縣 | - 廢棄縣份：慮虒縣 |
| 并州 （42）                                                                                              | 晉陽                      | 上黨郡 （11） | 長子縣 壺關縣 | 壺關縣、潞縣、屯留縣、長子縣、泫氏縣、高都縣、銅鞮縣、涅縣、襄垣縣、猗氏縣、穀遠縣 | - 省併縣份：陽阿縣 |
| 并州 （42）                                                                                              | 晉陽                      | 西河郡 （4） | 平定縣 離石縣 茲氏縣 | 茲氏縣、界休縣、離石縣、中陽縣 | - 西河郡於漢末因匈奴侵擾而荒廢，黃初二年（221年）於茲氏縣復置西河郡 - 廢棄縣份：平定縣、美稷縣、樂街縣、皋狼縣、平周縣、平陸縣、益蘭縣、圜陰縣、藺縣、圜陽縣、廣衍縣 |
| 并州 （42）                                                                                              | 晉陽                      | 雁門郡 （5） | 陰館縣 廣武縣 | 廣武縣、汪陶縣、原平縣、繁畤縣、崞縣 | - 廢棄縣份：陰館縣、樓煩縣、劇陽縣、平城縣、馬邑、埒縣、鹵城縣、彊陰縣、武州縣 |
| 并州 （42）                                                                                              | 晉陽                      | *新興郡 （6） | 九原縣 | 九原縣、定襄縣、雲中縣、廣牧縣、平城縣、馬邑 | - 建安二十年（215年），撤銷雲中、定襄、五原、朔方四郡，其地廢棄，析太原郡置新興郡，以安置四郡歸民 |
| 并州 （42）                                                                                              | 晉陽                      | *樂平郡 （3） | 樂平縣 | 樂平縣、陽阿縣、上艾縣 | - 建安二十一年（216年），析常山、上黨二郡置樂平郡 - 魏改沾縣為樂平縣 |
| 幽州 （62）                                                                                              | 薊縣                      | 建安十八年（213年），省幽州入冀州；黃初元年（220年），以原郡縣復置幽州 | 建安十八年（213年），省幽州入冀州；黃初元年（220年），以原郡縣復置幽州 | 建安十八年（213年），省幽州入冀州；黃初元年（220年），以原郡縣復置幽州 | 建安十八年（213年），省幽州入冀州；黃初元年（220年），以原郡縣復置幽州 |
| 幽州 （62）                                                                                              | 薊縣                      | 范陽郡 （涿郡） （8） | 涿縣 | 涿縣、良鄉縣、方城縣、遒縣、故安縣、范陽縣、北新城縣、*容城縣 | - 黃初七年（226年），魏改涿郡為范陽郡 |
| 幽州 （62）                                                                                              | 薊縣                      | 燕国 （廣陽郡） （5） | 薊縣 | 薊縣、安次縣、昌平縣、軍都縣、廣陽縣 | - 太和六年（232年），魏改廣陽郡為燕國 |
| 幽州 （62）                                                                                              | 薊縣                      | 漁陽郡 （5） | 漁陽縣 | 漁陽縣、潞縣、雍奴縣、泉州縣、安樂縣 | - 省併縣份：狐奴縣、厗奚縣 - 無考縣份：平谷縣、獷平縣¹ |
| 幽州 （62）                                                                                              | 薊縣                      | 北平郡 （4） | 土垠縣 | 土垠縣、徐無縣、俊靡縣、無終縣 | - 魏改右北平郡為北平郡 |
| 幽州 （62）                                                                                              | 薊縣                      | 上谷郡 （6） | 沮陽縣 居庸縣 | 居庸縣、沮陽縣、潘縣、廣寧縣、涿鹿縣、下落縣 | - 無考縣份：甯縣、雊瞀縣 |
| 幽州 （62）                                                                                              | 薊縣                      | 代郡 （3） | 高柳縣 代縣 | 代縣、平舒縣、當城縣 | - 廢棄縣份：高柳縣、桑乾縣、道人縣、馬城縣、班氏縣、狋氏縣、北平邑、東安陽縣 |
| 幽州 （62）                                                                                              | 薊縣                      | 昌黎郡 （遼東屬國） （2） | 昌黎縣 | 昌黎縣、賓徒縣 | - 正始五年（244年），魏改遼東屬國為昌黎郡 - 無考縣份：徒河縣、扶黎縣、險瀆縣、房縣 |
| 幽州 （62）                                                                                              | 薊縣                      | 景初二年（238年），魏析幽州之遼東、遼西、玄菟、帶方、樂浪五郡置平州，隨後廢，五郡還幽州 | | | |
| 幽州 （62）                                                                                              | 薊縣                      | 遼東郡 （8） | 襄平縣 | 襄平縣、汶縣、安市縣、西安平縣、新昌縣、平郭縣、東沓縣、*北豐縣 | - 魏改沓氏縣為東沓縣 - 無考縣份：番汗縣、無慮縣、遼隊縣¹ |
| 幽州 （62）                                                                                              | 薊縣                      | 遼西郡 （5） | 陽樂縣 | 陽樂縣、肥如縣、海陽縣、臨渝縣、令支縣 | |
| 幽州 （62）                                                                                              | 薊縣                      | 玄菟郡 （3） | 高句驪縣 | 高句驪縣、高顯縣、望平縣 | - 無考縣份：西蓋馬縣、上殷台縣、候城縣、遼陽縣¹ |
| 幽州 （62）                                                                                              | 薊縣                      | 樂浪郡 （6） | 朝鮮縣 | 朝鮮縣、屯有縣、渾彌縣、遂城縣、鏤方縣、駟望縣 | - 無考縣份：𧦦邯縣、浿水縣、占蟬縣¹、增地縣、昭明縣 |
| 幽州 （62）                                                                                              | 薊縣                      | *帶方郡 （7） | 帶方縣 | 帶方縣、列口縣、樂都縣、長岑縣、提奚縣、含資縣、海冥縣 | - 建安末年，析樂浪郡置帶方郡 |

### 蜀漢
| 蜀漢郡縣表（炎興元年‧公元263年）                                                                         |                    | | | | |
| 說明：「*」為漢靈帝中平元年（184年）後新置或復置的郡縣；「¹」為《中國歷史地圖集‧三國》中有標示的無考縣份 |                    | | | | |
| 州名 （縣數）                                                                                            | 州治               | 郡名 （縣數） | 郡治 | 下轄縣名 | 備注 |
| 益州 （139）                                                                                             | 雒縣 ↓ 綿竹 ↓ 成都 | 東漢益州治雒縣，劉焉領州牧時徙治綿竹，後再徙治成都，劉焉死後，子劉璋領益州牧 建安十九年（214年），劉璋向劉備請降，自此劉備得益州           | 東漢益州治雒縣，劉焉領州牧時徙治綿竹，後再徙治成都，劉焉死後，子劉璋領益州牧 建安十九年（214年），劉璋向劉備請降，自此劉備得益州 | 東漢益州治雒縣，劉焉領州牧時徙治綿竹，後再徙治成都，劉焉死後，子劉璋領益州牧 建安十九年（214年），劉璋向劉備請降，自此劉備得益州                 | 東漢益州治雒縣，劉焉領州牧時徙治綿竹，後再徙治成都，劉焉死後，子劉璋領益州牧 建安十九年（214年），劉璋向劉備請降，自此劉備得益州                                                                                          |
| 益州 （139）                                                                                             | 雒縣 ↓ 綿竹 ↓ 成都 | 蜀郡 （7） | 成都縣 | 成都縣、郫縣、江原縣、繁縣、廣都縣、臨邛縣、*湔縣                                                                                                | |
| 益州 （139）                                                                                             | 雒縣 ↓ 綿竹 ↓ 成都 | 犍為郡 （6） | 武陽縣 | 武陽縣、南安縣、資中縣、牛鞞縣、僰道、*新道縣 | |
| 益州 （139）                                                                                             | 雒縣 ↓ 綿竹 ↓ 成都 | 漢嘉郡 （4） | 漢嘉縣 | 漢嘉縣、徙縣、嚴道、旄牛縣 | - 章武元年（221年），蜀漢改蜀郡屬國為漢嘉郡 |
| 益州 （139）                                                                                             | 雒縣 ↓ 綿竹 ↓ 成都 | 武都郡 （6） | 下辨縣 | 下辨縣、河池縣、沮縣、武都縣、羌道、上祿縣 | - 武都郡東漢時屬涼州，為魏境；建興七年（229年）為蜀漢所佔，故歸入益州 - 省併縣份：故道 |
| 益州 （139）                                                                                             | 雒縣 ↓ 綿竹 ↓ 成都 | 陰平郡 （2） | 陰平縣 | 陰平縣、*廣武縣 | - 建安二十年（215年），廢廣漢屬國，改設陰平郡，為魏境；建興七年（229年）為蜀漢所佔 |
| 益州 （139）                                                                                             | 雒縣 ↓ 綿竹 ↓ 成都 | *江陽郡 （3） | 漢安縣 | 漢安縣、江陽縣、符節縣 | - 建安十八年（213年），析犍為郡置江陽郡 |
| 益州 （139）                                                                                             | 雒縣 ↓ 綿竹 ↓ 成都 | *汶山郡 （8） | 綿虒縣 | 綿虒縣、汶江縣、氐道、蠶陵縣、廣柔縣、*都安縣、*白馬縣、*平康縣                                                                                  | - 建安十九年（214年），析蜀郡置汶山郡 |
| 益州 （139）                                                                                             | 雒縣 ↓ 綿竹 ↓ 成都 | 蜀漢滅亡後，魏析益州之漢中、廣漢、東廣漢、巴郡、巴西、巴東、涪陵、梓潼八郡新置梁州，治沔陽                                                 | | | |
| 益州 （139）                                                                                             | 雒縣 ↓ 綿竹 ↓ 成都 | 漢中郡 （5） | 南鄭縣 | 南鄭縣、襃中縣、沔陽縣、成固縣、*南鄉縣 | - 魏佔縣份：西城縣、安陽縣、錫縣、上庸縣、房陵縣 |
| 益州 （139）                                                                                             | 雒縣 ↓ 綿竹 ↓ 成都 | 廣漢郡 （5） | 雒縣 | 雒縣、新都縣、綿竹縣、什邡縣、*陽泉縣 | |
| 益州 （139）                                                                                             | 雒縣 ↓ 綿竹 ↓ 成都 | 巴西郡 （8） | 安漢縣 閬中縣 | 閬中縣、安漢縣、西充國縣、*南充國縣、#宕渠縣、#宣漢縣、#漢昌縣、*樂城縣                                                                          | - 初平四年（193年），分充國縣為西充國、南充國二縣 - 建安六年（201年），改巴郡為巴西郡，徙治閬中縣 - 帶#縣份為建安二十三年（218年）析巴西郡所設之宕渠郡轄縣，後省；延熹年間復置，後又省，縣還巴西郡                        |
| 益州 （139）                                                                                             | 雒縣 ↓ 綿竹 ↓ 成都 | *巴郡 （4） | 江州縣 | 江州縣、枳縣、臨江縣、墊江縣 | - 興平二年（195年），析巴郡置永寧郡；建安六年（201年），改原巴郡為巴西郡，改永寧郡為新巴郡、巴東屬國 - 省併縣份：平都縣、樂城縣、常安縣                                                                                   |
| 益州 （139）                                                                                             | 雒縣 ↓ 綿竹 ↓ 成都 | *巴東郡 （5） | 永安縣 | 永安縣、朐䏰縣、*漢豐縣、*羊渠縣、*北井縣 | - 興平二年（195年），析巴郡置固陵郡；建安六年（201年），改固陵郡為巴東郡；建安二十年（215年）為江關都尉，一年後復置固陵郡；章武元年（221年），改固陵郡為巴東郡 - 章武二年（222年），蜀漢改魚復縣為永安縣 - 吳佔縣份：巫縣 |
| 益州 （139）                                                                                             | 雒縣 ↓ 綿竹 ↓ 成都 | *涪陵郡 （5） | 涪陵縣 | 涪陵縣、*漢葭縣、*萬寧縣、*漢復縣、*漢平縣 | - 興平二年（195年），析巴郡置永寧郡；建安六年（201年），改永寧郡為巴郡、巴東屬國；建安末年，廢巴東屬國，改設涪陵郡 - 省併縣份：*丹興縣、*酉陽縣                                                                           |
| 益州 （139）                                                                                             | 雒縣 ↓ 綿竹 ↓ 成都 | *梓潼郡 （6） | 梓潼縣 | 梓潼縣、涪縣、漢壽縣、白水縣、*漢德縣、*昭歡縣                                                                                                   | - 興平二年（217年），析廣漢郡置梓潼郡 |
| 益州 （139）                                                                                             | 雒縣 ↓ 綿竹 ↓ 成都 | *東廣漢郡 （4） | 郪縣 | 郪縣、廣漢縣、德陽縣、*五城縣 | - 延熙年間析廣漢郡置東廣漢郡 - 蜀漢亡後，東廣漢郡併入廣漢郡 |
| 益州 （139）                                                                                             | 雒縣 ↓ 綿竹 ↓ 成都 | 建安十九年（214年），劉備平蜀，置南中諸郡，設庲降都督，治平夷縣 延熙中期，徙治味縣，領朱提、越巂、建寧、牂牁、永昌、興古、雲南七郡，共61縣 | | | |
| 益州 （139）                                                                                             | 雒縣 ↓ 綿竹 ↓ 成都 | 朱提郡 （5） | 朱提縣 | 朱提縣、漢陽縣、南廣縣、*堂琅縣、*南昌縣 | - 建安十九年（214年），廢犍為屬國，改設朱提郡 - 延熙年間曾析朱提郡置南廣郡，領南廣縣，後省 |
| 益州 （139）                                                                                             | 雒縣 ↓ 綿竹 ↓ 成都 | 越巂郡 （11） | 邛都縣 | 邛都縣、台登縣、闡縣、蘇祁縣、會無縣、定莋縣、卑水縣、三縫縣、潛街縣、*安上縣、*馬湖縣                                                           | - 省併縣份：姑復縣、靈關道、莋秦縣、大莋縣 |
| 益州 （139）                                                                                             | 雒縣 ↓ 綿竹 ↓ 成都 | 建寧郡 （益州郡） （18） | 滇池縣 味縣 | 滇池縣、味縣、昆澤縣、同瀨縣、同勞縣、建伶縣、連然縣、牧麻縣、秦臧縣、穀昌縣、雙柏縣、俞元縣、勝休縣、毋單縣、*存䣖縣、*新定縣、*修雲縣、*伶丘縣 | - 建興三年（225年），改益州郡為建寧郡，徙治味縣 - 省併縣份：律高縣 |
| 益州 （139）                                                                                             | 雒縣 ↓ 綿竹 ↓ 成都 | 牂牁郡 （7） | 且蘭縣 | 且蘭縣、談指縣、夜郎縣、毋斂縣、鄨縣、平夷縣、*廣談縣                                                                                            | - 省併縣份：進桑縣、漏臥縣、談稿縣、漏江縣 - 無考縣份：同並縣¹ |
| 益州 （139）                                                                                             | 雒縣 ↓ 綿竹 ↓ 成都 | 永昌郡 （8） | 不韋縣 | 不韋縣、比蘇縣、巂唐縣、哀牢縣、博南縣、*永壽縣、*雍鄉縣、*南涪縣                                                                                | - 無考縣份：邪龍縣 |
| 益州 （139）                                                                                             | 雒縣 ↓ 綿竹 ↓ 成都 | *興古郡 （5） | 宛溫縣 | 宛溫縣、句町縣、鐔封縣、西豐縣、*漢興縣 | - 建興三年（225年），析建寧、牂牁二郡置興古郡 - 蜀漢改毋棳縣為西豐縣 |
| 益州 （139）                                                                                             | 雒縣 ↓ 綿竹 ↓ 成都 | *雲南郡 （7） | 梇棟縣 | 梇棟縣、雲南縣、青蛉縣、楪榆縣、遂久縣、賁古縣、西隨縣                                                                                           | - 建興三年（225年），析越巂、建寧、牂牁、永昌四郡置雲南郡 |

### 孫吳
| 吳國郡縣表（天紀四年‧公元280年）                                                                         |                           | | | | |
| 說明：「*」為漢靈帝中平元年（184年）後新置或復置的郡縣；「¹」為《中國歷史地圖集‧三國》中有標示的無考縣份 |                           | | | | |
| 州名 （縣數）                                                                                            | 州治                      | 郡名 （縣數） | 郡治 | 下轄縣名 | 備注 |
| 揚州 （140）                                                                                             | 建業                      | 興平中年，江東諸郡盡為孫策所佔，曹魏僅領有揚州西北角之九江（魏改為淮南）、廬江二郡 東吳雖佔有揚州長江以北廣陵、九江、廬江三郡各一部分，但並未置郡，江北僅有蘄春一郡屬揚州 東漢揚州治歷陽，漢末，孫策別置揚州，治建業；自此東吳領有江東，至吳末不改 | 興平中年，江東諸郡盡為孫策所佔，曹魏僅領有揚州西北角之九江（魏改為淮南）、廬江二郡 東吳雖佔有揚州長江以北廣陵、九江、廬江三郡各一部分，但並未置郡，江北僅有蘄春一郡屬揚州 東漢揚州治歷陽，漢末，孫策別置揚州，治建業；自此東吳領有江東，至吳末不改 | 興平中年，江東諸郡盡為孫策所佔，曹魏僅領有揚州西北角之九江（魏改為淮南）、廬江二郡 東吳雖佔有揚州長江以北廣陵、九江、廬江三郡各一部分，但並未置郡，江北僅有蘄春一郡屬揚州 東漢揚州治歷陽，漢末，孫策別置揚州，治建業；自此東吳領有江東，至吳末不改 | 興平中年，江東諸郡盡為孫策所佔，曹魏僅領有揚州西北角之九江（魏改為淮南）、廬江二郡 東吳雖佔有揚州長江以北廣陵、九江、廬江三郡各一部分，但並未置郡，江北僅有蘄春一郡屬揚州 東漢揚州治歷陽，漢末，孫策別置揚州，治建業；自此東吳領有江東，至吳末不改 |
| 揚州 （140）                                                                                             | 建業                      | 丹陽郡 （19） | 建業縣 蕪湖縣 宛陵縣 | 建業縣、丹陽縣、蕪湖縣、宛陵縣、陵陽縣、石城縣、涇縣、春穀縣、溧陽縣、句容縣、*宣城縣、*始安縣、*臼陽縣、*永平縣、*安吳縣、*寧國縣、*廣德縣、*懷安縣、*臨城縣 | - 建安十七年（212年），改秣陵縣為建業縣 - 省併縣份：湖熟縣（改為典農都尉） - 無考縣份：江乘縣 |
| 揚州 （140）                                                                                             | 建業                      | 丹陽郡 （19） | 建業縣 蕪湖縣 宛陵縣 | 廬江郡廢棄縣份：臨湖縣、襄安縣 | - 建安十七年（212年），孫權於此建濡須塢 - 魏吳兩界棄地：居巢縣 |
| 揚州 （140）                                                                                             | 建業                      | 丹陽郡 （19） | 建業縣 蕪湖縣 宛陵縣 | 九江郡廢棄縣份：阜陵縣、全椒縣、歷陽縣 | - 赤烏十三年（250年），地為吳據 |
| 揚州 （140）                                                                                             | 建業                      | 丹陽郡 （19） | 建業縣 蕪湖縣 宛陵縣 | 廣陵郡廢棄縣份：廣陵縣、海陵縣、江都縣、輿縣、堂邑 | - 五鳳二年（255年），地為吳據 |
| 揚州 （140）                                                                                             | 建業                      | 會稽郡 （10） | 山陰縣 | 山陰縣、上虞縣、餘姚縣、句章縣、鄞縣、鄮縣、剡縣、永興縣、諸暨縣、*始寧縣 | - 吳改餘暨縣為永興縣 |
| 揚州 （140）                                                                                             | 建業                      | 吳郡 （13） | 吳縣 | 吳縣、嘉興縣、海鹽縣、#錢唐縣、#富春縣、婁縣、*鹽官縣、#*建德縣、#*桐廬縣、#*新昌縣 | - 帶#縣份為黃武五年（226年）所設之東安郡轄縣，兩年後省，縣還吳郡 - 吳改由拳縣為嘉興縣；改丹徒縣為武進縣；改曲阿縣為雲陽縣；改海昌縣為鹽官縣 - 省併縣份：#*新城縣 - 無考縣份：無錫縣、安縣 |
| 揚州 （140）                                                                                             | 建業                      | 吳郡 （13） | 吳縣 | 毗陵典農校尉：毗陵縣、武進縣、雲陽縣 | - 嘉禾三年（234年），析吳郡設置毘陵典農校尉，治毘陵，以作屯田 |
| 揚州 （140）                                                                                             | 建業                      | 豫章郡 （15） | 南昌縣 | 南昌縣、海昬縣、建城縣、建昌縣、彭澤縣、艾縣、*豫章縣、*上蔡縣、*永修縣、*吳平縣、*西安縣、*宜豐縣、*富城縣、*新吳縣、*陽樂縣 | - 省併縣份：新淦縣 |
| 揚州 （140）                                                                                             | 建業                      | 廬陵郡 （16） | 西昌縣 | 西昌縣、石陽縣、新興縣、*巴丘縣、*高昌縣、*東昌縣、*興平縣、*陽城縣、*吉陽縣、南安縣 | - 建安元年（195年），析豫章郡置廬陵郡 - 吳改廬陵縣為西昌縣，改遂興縣為新興縣 - 吳初置陂陽縣，後改為揚陽縣 |
| 揚州 （140）                                                                                             | 建業                      | 廬陵郡 （16） | 西昌縣 | 廬陵南部都尉：雩都縣、贛縣、南野縣、南安縣、*揚陽縣、*揚都縣、*平陽縣 | - 嘉禾五年（236年），析廬陵郡設置廬陵南部都尉，治雩都 |
| 揚州 （140）                                                                                             | 建業                      | *新都郡 （6） | 始新縣 | *始新縣、歙縣、黟縣、*新定縣、*犁陽縣、*海陽縣 | - 建安十三年（208年），析丹陽郡置新都郡 |
| 揚州 （140）                                                                                             | 建業                      | *蘄春郡 （3） | 蘄春縣 | 蘄春縣、尋陽縣、皖縣 | - 建安十三年（208年），析江夏郡（屬荊州）置蘄春郡，屬揚州；建安末年為魏所佔，黃武二年（223年）復入吳 |
| 揚州 （140）                                                                                             | 建業                      | *鄱陽郡 （9） | 鄱陽縣 | 鄱陽縣、餘汗縣、鄡陽縣、歷陵縣、*鍾陵縣、*上饒縣、*葛陽縣、*廣昌縣、*樂安縣 | - 建安十五年（210年），析豫章郡置鄱陽郡 - 漢末置樂平縣，吳改為樂安縣 |
| 揚州 （140）                                                                                             | 建業                      | *臨海郡 （7） | 章安縣 | 章安縣、永寧縣、*臨海縣、*南始平縣、*羅陽縣、*松陽縣、*羅江縣 | - 太平二年（257年），析會稽郡置臨海郡 |
| 揚州 （140）                                                                                             | 建業                      | *臨川郡 （9） | 南城縣 | 南城縣、*臨汝縣、*西平縣、*東興縣、*南豐縣、*永城縣、*宜黃縣、*安浦縣、*新建縣 | - 太平二年（257年），析豫章郡置臨川郡 |
| 揚州 （140）                                                                                             | 建業                      | *建安郡 （9） | 建安縣 | *建安縣、*吳興縣、*將樂縣、*昭武縣、*南平縣、*侯官縣、*建平縣、*東安縣、*東冶縣 | - 永安三年（260年），析會稽郡置建安郡 - 吳改漢興縣為吳興縣 |
| 揚州 （140）                                                                                             | 建業                      | *東陽郡 （9） | 長山縣 | *長山縣、烏傷縣、#太末縣、#*新安縣、*永康縣、*平昌縣、*定陽縣、*吳寧縣、*豐安縣 | - 寶鼎元年（266年），析會稽郡置東陽郡 - 吳改遂昌縣為平昌縣 - 帶#縣份為黃武五年（226年）所設之東安郡轄縣，兩年後省，縣還會稽郡 |
| 揚州 （140）                                                                                             | 建業                      | *吳興郡 （9） | 烏程縣 | 烏程縣、餘杭縣、陽羨縣、故鄣縣、#朁縣、#*臨水縣、*永安縣、*安吉縣、*原鄉縣 | - 寶鼎元年（266年），析丹陽、吳郡二郡置吳興郡 - 帶#縣份為黃武五年（226年）所設之東安郡轄縣，兩年後省，縣還吳郡、丹陽郡 |
| 揚州 （140）                                                                                             | 建業                      | *安成郡 （6） | 平都縣 | 平都縣、宜春縣、安成縣、*永新縣、*新渝縣、*萍鄉縣 | - 寶鼎二年（267年），析長沙（屬荊州）、豫章、廬陵二郡置安城郡 |
| 荊州 （100）                                                                                             | 江陵                      | 赤壁之戰（208年10月）後，曹操領荊北之南陽、襄陽、南鄉三郡，荊州南部屬孫劉聯盟 建安十五年（210年），孫權暫「借」荊州予劉備；劉備得荊州後，以其地為根本，建立蜀漢基礎 建安二十四年（219年），劉備荊州守將關羽敗給東吳、曹魏聯軍，劉備西退至巴蜀 東吳復得荊州，隨後的夷陵之戰（222年）劉備又敗於孫權；自此魏、吳各置荊州，吳之荊州治江陵 黃初三年（223年），孫權降魏；魏改揚州、荊南為荊州，荊北為郢州；不久孫權叛魏，復為故樣 | 赤壁之戰（208年10月）後，曹操領荊北之南陽、襄陽、南鄉三郡，荊州南部屬孫劉聯盟 建安十五年（210年），孫權暫「借」荊州予劉備；劉備得荊州後，以其地為根本，建立蜀漢基礎 建安二十四年（219年），劉備荊州守將關羽敗給東吳、曹魏聯軍，劉備西退至巴蜀 東吳復得荊州，隨後的夷陵之戰（222年）劉備又敗於孫權；自此魏、吳各置荊州，吳之荊州治江陵 黃初三年（223年），孫權降魏；魏改揚州、荊南為荊州，荊北為郢州；不久孫權叛魏，復為故樣 | 赤壁之戰（208年10月）後，曹操領荊北之南陽、襄陽、南鄉三郡，荊州南部屬孫劉聯盟 建安十五年（210年），孫權暫「借」荊州予劉備；劉備得荊州後，以其地為根本，建立蜀漢基礎 建安二十四年（219年），劉備荊州守將關羽敗給東吳、曹魏聯軍，劉備西退至巴蜀 東吳復得荊州，隨後的夷陵之戰（222年）劉備又敗於孫權；自此魏、吳各置荊州，吳之荊州治江陵 黃初三年（223年），孫權降魏；魏改揚州、荊南為荊州，荊北為郢州；不久孫權叛魏，復為故樣 | 赤壁之戰（208年10月）後，曹操領荊北之南陽、襄陽、南鄉三郡，荊州南部屬孫劉聯盟 建安十五年（210年），孫權暫「借」荊州予劉備；劉備得荊州後，以其地為根本，建立蜀漢基礎 建安二十四年（219年），劉備荊州守將關羽敗給東吳、曹魏聯軍，劉備西退至巴蜀 東吳復得荊州，隨後的夷陵之戰（222年）劉備又敗於孫權；自此魏、吳各置荊州，吳之荊州治江陵 黃初三年（223年），孫權降魏；魏改揚州、荊南為荊州，荊北為郢州；不久孫權叛魏，復為故樣 |
| 荊州 （100）                                                                                             | 江陵                      | 南郡 （7） | 江陵縣 公安 | 江陵縣、編縣、當陽縣、華容縣、枝江縣、作唐縣、孱陵縣 | - 省併縣份：州陵縣、*監利縣 - 魏佔縣份：襄陽縣、中盧縣、邔縣、宜城縣、鄀縣、臨沮縣、*旍陽縣 |
| 荊州 （100）                                                                                             | 江陵                      | 江夏郡 （6） | 沙羡縣 武昌縣 | #武昌縣、#柴桑縣、#下雉縣、#*陽新縣、竟陵縣、雲杜縣、鄳縣 | - 建安二十五年（220年），吳改鄂縣為武昌縣 - 帶#縣份為建安二十五年（220年）所設之武昌郡轄縣，黃武初年省，縣還江夏郡 - 省併縣份：#沙羡縣 - 廢棄縣份：邾縣、西陽縣、軑縣、西陵縣 - 魏佔縣份：安陸縣、南新市縣、*石陽縣 |
| 荊州 （100）                                                                                             | 江陵                      | 武陵郡 （11） | 臨沅縣 | 臨沅縣、吳壽縣、沅陵縣、辰陽縣、酉陽縣、鐔成縣、沅南縣、遷陵縣、*龍陽縣、*黔陽縣、*舞陽縣 | - 吳改漢壽縣為吳壽縣 |
| 荊州 （100）                                                                                             | 江陵                      | 長沙郡 （10） | 臨湘縣 | 臨湘縣、攸縣、下雋縣、醴陵縣、羅縣、*劉陽縣、*吳昌縣、*建寧縣、*蒲圻縣、*巴陵縣 | - 建安十五年（210年），析長沙郡設漢昌郡，漢昌縣屬之，餘縣無考，建安末年省，縣還長沙郡 - 吳改漢昌縣為吳昌縣 - 無考縣份：容陵縣 |
| 荊州 （100）                                                                                             | 江陵                      | 零陵郡 （10） | 泉陵縣 | 泉陵縣、零陵縣、營浦縣、洮陽縣、泠道、營道、*觀陽縣、*祁陽縣、*永昌縣、*舂陵縣 | - 甘露元年（265年），析零陵郡設營陽郡，營道屬之，餘縣無考，後省，縣還零陵郡 |
| 荊州 （100）                                                                                             | 江陵                      | 桂陽郡 （6） | 郴縣 | 郴縣、耒陽縣、便縣、臨武縣、陽安縣、南平縣 | - 吳改漢寧縣為陽安縣 - 省併縣份：陰山縣 |
| 荊州 （100）                                                                                             | 江陵                      | *宜都郡 （3） | 夷道 | 夷道、西陵縣、佷山縣 | - 建安十三年（208年），析南郡置臨江郡，兩年後改名為宜都郡，屬劉備，建安二十四年（219年）復入吳 - 黃武元年（222年），吳改夷陵縣為西陵縣 |
| 荊州 （100）                                                                                             | 江陵                      | *臨賀郡 （6） | 臨賀縣 | 臨賀縣、謝沐縣、馮乘縣、封陽縣、富川縣、*建興縣 | - 黃武五年（226年），析蒼梧郡（屬交州，後屬廣州）置臨賀郡，屬荊州 |
| 荊州 （100）                                                                                             | 江陵                      | *衡陽郡 （10） | 湘鄉縣 | 湘鄉縣、重安縣、烝陽縣、湘南縣、連道、益陽縣、*湘西縣、*衡陽縣、*新陽縣、*臨烝縣 | - 太平二年（257年），析長沙、零陵二郡置衡陽郡 |
| 荊州 （100）                                                                                             | 江陵                      | *湘東郡 （6） | 酃縣 | 酃縣、茶陵縣、*梨陽縣、*新寧縣、*陰山縣、*新平縣 | - 太平二年（257年），析長沙、桂陽二郡置湘東郡 |
| 荊州 （100）                                                                                             | 江陵                      | *建平郡 （5） | 巫縣 秭歸縣 | #巫縣、#秭歸縣、*興山縣、*沙渠縣、*建始縣 | - 永安三年（260年），析宜都郡置建平郡 - 帶#縣份為建安二十一年（216年）所設之固陵郡轄縣，黃武初年省，縣還宜都郡 - 省併縣份：*信陵縣 |
| 荊州 （100）                                                                                             | 江陵                      | *天門郡 （3） | 零陽縣 | 零陽縣、充縣、*漊中縣 | - 永安六年（263年），析武陵郡置天門郡 |
| 荊州 （100）                                                                                             | 江陵                      | *始興郡 （6） | 曲江縣 | 曲江縣、桂陽縣、含洭縣、湞陽縣、中宿縣、*始興縣 | - 甘露元年（265年），析桂陽、南海（屬廣州）二郡置始興郡 |
| 荊州 （100）                                                                                             | 江陵                      | *始安郡 （5） | 始安縣 | 始安縣、荔浦縣、*平樂縣、*尚安縣、*永豐縣 | - 甘露元年（265年），析零陵、蒼梧（屬廣州）二郡置始安郡 |
| 荊州 （100）                                                                                             | 江陵                      | *昭陵郡 （6） | 昭陵縣 | 昭陵縣、都梁縣、夫夷縣、昭陽縣、*高平縣、*新城縣 | - 寶鼎元年（266年），析零陵郡置昭陵郡 |
| 交州 （50）                                                                                              | 龍編 ↓ 廣信 ↓ 番禺 ↓ 龍編 | 故治龍編，建安八年（203年），改交阯刺史部為交州，徙治廣信，建安十六年（211年），再徙治番禺 永安七年（264年），析交州置廣州後，州治遷回龍編 | 故治龍編，建安八年（203年），改交阯刺史部為交州，徙治廣信，建安十六年（211年），再徙治番禺 永安七年（264年），析交州置廣州後，州治遷回龍編 | 故治龍編，建安八年（203年），改交阯刺史部為交州，徙治廣信，建安十六年（211年），再徙治番禺 永安七年（264年），析交州置廣州後，州治遷回龍編 | 故治龍編，建安八年（203年），改交阯刺史部為交州，徙治廣信，建安十六年（211年），再徙治番禺 永安七年（264年），析交州置廣州後，州治遷回龍編 |
| 交州 （50）                                                                                              | 龍編 ↓ 廣信 ↓ 番禺 ↓ 龍編 | 合浦郡 （珠官郡） （7） | 合浦縣 | 合浦縣、*珠官縣、*南平縣、*毒質縣 | - 黃武七年（228年），吳改合浦郡為珠官郡，孫亮復舊名 |
| 交州 （50）                                                                                              | 龍編 ↓ 廣信 ↓ 番禺 ↓ 龍編 | 合浦郡 （珠官郡） （7） | 合浦縣 | 合浦北部都尉：*平山縣、*連道縣、*昌平縣 | - 永安三年（260年），析合浦郡設置合浦北部都尉，治平山 |
| 交州 （50）                                                                                              | 龍編 ↓ 廣信 ↓ 番禺 ↓ 龍編 | 交趾郡 （10） | 龍編縣 | 龍編縣、苟漏縣、望海縣、羸婁縣、西於縣、朱盧縣、曲陽縣、北帶縣、稽徐縣、定安縣、*吳興縣、*武安縣 | |
| 交州 （50）                                                                                              | 龍編 ↓ 廣信 ↓ 番禺 ↓ 龍編 | 九真郡 （6） | 胥浦縣 | 胥浦縣、移風縣、*都龐縣、*常樂縣、*建初縣、*扶樂縣 | - 吳改居風縣為移風縣 - 無考縣份：無功縣、無編縣¹ |
| 交州 （50）                                                                                              | 龍編 ↓ 廣信 ↓ 番禺 ↓ 龍編 | 日南郡 （3） | 朱吾縣 | 朱吾縣、西卷縣、比景縣 | - 象林縣漢末已廢 |
| 交州 （50）                                                                                              | 龍編 ↓ 廣信 ↓ 番禺 ↓ 龍編 | *朱崖郡 （2） | 徐聞縣 | 徐聞縣、朱盧縣 | - 赤烏五年（242年），吳復置朱崖郡（西漢曾設置） - 吳改朱崖縣為朱盧縣 |
| 交州 （50）                                                                                              | 龍編 ↓ 廣信 ↓ 番禺 ↓ 龍編 | *新昌郡 （4） | 麊泠縣 | 麊泠縣、*嘉寧縣、*吳定縣、*封山縣 | - 建衡三年（271年），析交趾郡置新昌郡 |
| 交州 （50）                                                                                              | 龍編 ↓ 廣信 ↓ 番禺 ↓ 龍編 | *武平郡 （10） | 武寧縣 | 武寧縣、*武平縣、*平道縣、封谿縣、*軍乎縣、*武興縣、*進山縣、*根寧縣、*安武縣、*扶安縣 | - 建衡三年（271年），吳平定嚴夷，以其地置武平郡 |
| 交州 （50）                                                                                              | 龍編 ↓ 廣信 ↓ 番禺 ↓ 龍編 | *九德郡 （7） | 咸驩縣 | 咸驩縣、*九德縣、*陽成縣、*越裳縣、*扶苓縣、*都洨縣、*由胥縣 | - 建衡三年（271年），析交趾郡置九真屬國。天紀二年（278年），改九真屬國為九德郡 |
| 交州 （50）                                                                                              | 龍編 ↓ 廣信 ↓ 番禺 ↓ 龍編 | *日南屬國 （1） | 盧容縣 | 盧容縣 | - 赤烏十一年（248年），析日南郡置日南屬國 |
| *廣州 （41）                                                                                             | 番禺                      | 黃武五年（226年），吳析交州置廣州，後省；永安七年（264年），再析交州置廣州，領南海、蒼梧、鬱林、桂林、高涼、高興六郡 | 黃武五年（226年），吳析交州置廣州，後省；永安七年（264年），再析交州置廣州，領南海、蒼梧、鬱林、桂林、高涼、高興六郡 | 黃武五年（226年），吳析交州置廣州，後省；永安七年（264年），再析交州置廣州，領南海、蒼梧、鬱林、桂林、高涼、高興六郡 | 黃武五年（226年），吳析交州置廣州，後省；永安七年（264年），再析交州置廣州，領南海、蒼梧、鬱林、桂林、高涼、高興六郡 |
| *廣州 （41）                                                                                             | 番禺                      | 南海郡 （7） | 番禺縣 | 番禺縣、四會縣、增城縣、博羅縣、龍川縣、揭陽縣、*平夷縣 | |
| *廣州 （41）                                                                                             | 番禺                      | 蒼梧郡 （9） | 廣信縣 | 廣信縣、端谿縣、高要縣、猛陵縣、鄣平縣、臨允縣、*建陵縣、*新寧縣、*豐城縣 | |
| *廣州 （41）                                                                                             | 番禺                      | 鬱林郡 （9） | 布山縣 | 布山縣、阿林縣、安廣縣、*新邑縣、*長平縣、*建始縣、*陰平縣、*臨浦縣、*懷安縣 | - 無考縣份：廣鬱縣（疑改為陰平縣）、中溜縣¹（疑省）、臨塵縣、定周縣、 增食縣、領方縣（疑改為臨浦縣） |
| *廣州 （41）                                                                                             | 番禺                      | *高涼郡 （3） | 恩平縣 | *恩平縣、高涼縣、*安寧縣 | - 建安二十五年（220年），析合浦郡置高涼郡 |
| *廣州 （41）                                                                                             | 番禺                      | *高興郡 （5） | 廣化縣 | *廣化縣、*海寧縣、*莫陽縣、*西平縣、*化平縣 | - 吳末帝初年，析高涼郡置高興郡 |
| *廣州 （41）                                                                                             | 番禺                      | *桂林郡 （8） | 武安縣 | 武安縣、桂林縣、潭中縣、*常安縣、*武豐縣、*粟平縣、*武城縣、*軍騰縣 | - 鳳凰三年（274年），析鬱林郡置桂林郡 |

## 行政區劃年表
| 三國行政區劃年表                                                    |                              | | | | | | |
| 說明：「?」表示不能確定其發生年份，故放於最有可能的一年內，詳見注釋 |                              | | | | | | |
| 公元年 （歷史事件）                                                 | 皇帝年號                     | 行政區劃變更 | 行政區劃變更 | 行政區劃變更 | 行政區劃變更 | 行政區劃變更 | 行政區劃變更 |
| 184年 黃巾之亂                                                      | 漢靈帝 光和七年 中平元年     | - 撤銷蜀郡屬國，新設漢嘉郡（?） | - 撤銷蜀郡屬國，新設漢嘉郡（?） | - 撤銷蜀郡屬國，新設漢嘉郡（?） | - 撤銷蜀郡屬國，新設漢嘉郡（?） | - 撤銷蜀郡屬國，新設漢嘉郡（?） | - 撤銷蜀郡屬國，新設漢嘉郡（?） |
| 185年                                                               | 中平二年                     | - 丹陽郡新設安吉、原鄉二縣 | - 丹陽郡新設安吉、原鄉二縣 | - 丹陽郡新設安吉、原鄉二縣 | - 丹陽郡新設安吉、原鄉二縣 | - 丹陽郡新設安吉、原鄉二縣 | - 丹陽郡新設安吉、原鄉二縣 |
| 186年                                                               | 中平三年                     | | | | | | |
| 187年                                                               | 中平四年                     | | | | | | |
| 188年                                                               | 中平五年                     | - 改高興郡為高涼郡（?） - 析漢陽郡新設南安郡 | - 改高興郡為高涼郡（?） - 析漢陽郡新設南安郡 | - 改高興郡為高涼郡（?） - 析漢陽郡新設南安郡 | - 改高興郡為高涼郡（?） - 析漢陽郡新設南安郡 | - 改高興郡為高涼郡（?） - 析漢陽郡新設南安郡 | - 改高興郡為高涼郡（?） - 析漢陽郡新設南安郡 |
| 188年                                                               | 中平五年                     | 孫堅 | - 孫堅受封為「烏程侯」 | - 孫堅受封為「烏程侯」 | - 孫堅受封為「烏程侯」 | - 孫堅受封為「烏程侯」 | - 孫堅受封為「烏程侯」 |
| 188年                                                               | 中平五年                     | 劉焉 | - 撤銷漢嘉郡，復設蜀郡屬國（?） - 析蜀郡新設汶山郡（?） | - 撤銷漢嘉郡，復設蜀郡屬國（?） - 析蜀郡新設汶山郡（?） | - 撤銷漢嘉郡，復設蜀郡屬國（?） - 析蜀郡新設汶山郡（?） | - 撤銷漢嘉郡，復設蜀郡屬國（?） - 析蜀郡新設汶山郡（?） | - 撤銷漢嘉郡，復設蜀郡屬國（?） - 析蜀郡新設汶山郡（?） |
| 189年                                                               | 漢少帝 漢獻帝 中平六年       | 董卓 | - 漢靈帝劉宏去世，劉辯即位，被董卓廢為弘農王，改立劉協為帝 - 析右扶風新設漢安郡 | - 漢靈帝劉宏去世，劉辯即位，被董卓廢為弘農王，改立劉協為帝 - 析右扶風新設漢安郡 | - 漢靈帝劉宏去世，劉辯即位，被董卓廢為弘農王，改立劉協為帝 - 析右扶風新設漢安郡 | - 漢靈帝劉宏去世，劉辯即位，被董卓廢為弘農王，改立劉協為帝 - 析右扶風新設漢安郡 | - 漢靈帝劉宏去世，劉辯即位，被董卓廢為弘農王，改立劉協為帝 - 析右扶風新設漢安郡 |
| 190年 董卓遷都                                                      | 初平元年                     | 董卓 | - 董卓火燒洛陽，漢朝遷都長安 | - 董卓火燒洛陽，漢朝遷都長安 | - 董卓火燒洛陽，漢朝遷都長安 | - 董卓火燒洛陽，漢朝遷都長安 | - 董卓火燒洛陽，漢朝遷都長安 |
| 190年 董卓遷都                                                      | 初平元年                     | 劉表 | - 荊州治所由漢壽徙至襄陽 - 析南陽郡新設章陵郡（?） | - 荊州治所由漢壽徙至襄陽 - 析南陽郡新設章陵郡（?） | - 荊州治所由漢壽徙至襄陽 - 析南陽郡新設章陵郡（?） | - 荊州治所由漢壽徙至襄陽 - 析南陽郡新設章陵郡（?） | - 荊州治所由漢壽徙至襄陽 - 析南陽郡新設章陵郡（?） |
| 190年 董卓遷都                                                      | 初平元年                     | 公孫度 | - 自立為平州牧，析遼東郡新設遼西、中遼郡，並越海收青州東萊郡諸縣，置營州刺史自兼（隨後撤銷） | - 自立為平州牧，析遼東郡新設遼西、中遼郡，並越海收青州東萊郡諸縣，置營州刺史自兼（隨後撤銷） | - 自立為平州牧，析遼東郡新設遼西、中遼郡，並越海收青州東萊郡諸縣，置營州刺史自兼（隨後撤銷） | - 自立為平州牧，析遼東郡新設遼西、中遼郡，並越海收青州東萊郡諸縣，置營州刺史自兼（隨後撤銷） | - 自立為平州牧，析遼東郡新設遼西、中遼郡，並越海收青州東萊郡諸縣，置營州刺史自兼（隨後撤銷） |
| 191年 襄陽之戰 界橋之戰                                             | 初平二年                     | 孫堅 | - 孫堅被劉表部下黃祖射殺，子孫策承繼父業 | - 孫堅被劉表部下黃祖射殺，子孫策承繼父業 | - 孫堅被劉表部下黃祖射殺，子孫策承繼父業 | - 孫堅被劉表部下黃祖射殺，子孫策承繼父業 | - 孫堅被劉表部下黃祖射殺，子孫策承繼父業 |
| 192年 巨馬水之戰 龍湊之戰                                           | 初平三年                     | 曹操 | - 曹操自領兗州牧，收降黃巾餘部建「青州兵」 | - 曹操自領兗州牧，收降黃巾餘部建「青州兵」 | - 曹操自領兗州牧，收降黃巾餘部建「青州兵」 | - 曹操自領兗州牧，收降黃巾餘部建「青州兵」 | - 曹操自領兗州牧，收降黃巾餘部建「青州兵」 |
| 193年                                                               | 初平四年                     | 李傕 郭汜 | - 析漢陽郡新設永陽郡 | - 析漢陽郡新設永陽郡 | - 析漢陽郡新設永陽郡 | - 析漢陽郡新設永陽郡 | - 析漢陽郡新設永陽郡 |
| 194年                                                               | 興平元年                     | 李傕 郭汜 | - 析右扶風、安定郡新設新平郡 - 析涼州之武威、張掖、酒泉、敦煌四郡及張掖居延屬國新置雍州，州治姑臧 | - 析右扶風、安定郡新設新平郡 - 析涼州之武威、張掖、酒泉、敦煌四郡及張掖居延屬國新置雍州，州治姑臧 | - 析右扶風、安定郡新設新平郡 - 析涼州之武威、張掖、酒泉、敦煌四郡及張掖居延屬國新置雍州，州治姑臧 | - 析右扶風、安定郡新設新平郡 - 析涼州之武威、張掖、酒泉、敦煌四郡及張掖居延屬國新置雍州，州治姑臧 | - 析右扶風、安定郡新設新平郡 - 析涼州之武威、張掖、酒泉、敦煌四郡及張掖居延屬國新置雍州，州治姑臧 |
| 194年                                                               | 興平元年                     | 劉焉 | - 益州治所由綿竹徙至成都 | - 益州治所由綿竹徙至成都 | - 益州治所由綿竹徙至成都 | - 益州治所由綿竹徙至成都 | - 益州治所由綿竹徙至成都 |
| 194年                                                               | 興平元年                     | 劉備 | - 徐州牧陶謙病故，劉備領徐州牧 | - 徐州牧陶謙病故，劉備領徐州牧 | - 徐州牧陶謙病故，劉備領徐州牧 | - 徐州牧陶謙病故，劉備領徐州牧 | - 徐州牧陶謙病故，劉備領徐州牧 |
| 195年                                                               | 興平二年                     | 李傕 郭汜 | - 析張掖郡新設西郡 - 改張掖居延屬國為西海（?） | - 析張掖郡新設西郡 - 改張掖居延屬國為西海（?） | - 析張掖郡新設西郡 - 改張掖居延屬國為西海（?） | - 析張掖郡新設西郡 - 改張掖居延屬國為西海（?） | - 析張掖郡新設西郡 - 改張掖居延屬國為西海（?） |
| 195年                                                               | 興平二年                     | 劉璋 | - 析巴郡新設永寧、固陵二郡 | - 析巴郡新設永寧、固陵二郡 | - 析巴郡新設永寧、固陵二郡 | - 析巴郡新設永寧、固陵二郡 | - 析巴郡新設永寧、固陵二郡 |
| 195年                                                               | 興平二年                     | 曹操 | - 曹操破呂布、張邈等勢力，平定兗州、豫州 - 兗州治所由昌邑徙至鄄城 | - 曹操破呂布、張邈等勢力，平定兗州、豫州 - 兗州治所由昌邑徙至鄄城 | - 曹操破呂布、張邈等勢力，平定兗州、豫州 - 兗州治所由昌邑徙至鄄城 | - 曹操破呂布、張邈等勢力，平定兗州、豫州 - 兗州治所由昌邑徙至鄄城 | - 曹操破呂布、張邈等勢力，平定兗州、豫州 - 兗州治所由昌邑徙至鄄城 |
| 196年 移駕許縣                                                      | 建安元年                     | 曹操 | - 曹操迎獻帝至許縣，稱許縣為許都，定為國都 | - 曹操迎獻帝至許縣，稱許縣為許都，定為國都 | - 曹操迎獻帝至許縣，稱許縣為許都，定為國都 | - 曹操迎獻帝至許縣，稱許縣為許都，定為國都 | - 曹操迎獻帝至許縣，稱許縣為許都，定為國都 |
| 196年 移駕許縣                                                      | 建安元年                     | 孫策 | - 孫策破會稽嚴白虎、王朗，平定江東諸郡 - 析豫章郡新設廬陵郡 - 新設廬陵郡巴丘、高昌、東昌、興平、陽城五縣 | - 孫策破會稽嚴白虎、王朗，平定江東諸郡 - 析豫章郡新設廬陵郡 - 新設廬陵郡巴丘、高昌、東昌、興平、陽城五縣 | - 孫策破會稽嚴白虎、王朗，平定江東諸郡 - 析豫章郡新設廬陵郡 - 新設廬陵郡巴丘、高昌、東昌、興平、陽城五縣 | - 孫策破會稽嚴白虎、王朗，平定江東諸郡 - 析豫章郡新設廬陵郡 - 新設廬陵郡巴丘、高昌、東昌、興平、陽城五縣 | - 孫策破會稽嚴白虎、王朗，平定江東諸郡 - 析豫章郡新設廬陵郡 - 新設廬陵郡巴丘、高昌、東昌、興平、陽城五縣 |
| 196年 移駕許縣                                                      | 建安元年                     | 呂布 | - 呂布攻佔劉備之徐州（下邳），劉備改屯小沛 | - 呂布攻佔劉備之徐州（下邳），劉備改屯小沛 | - 呂布攻佔劉備之徐州（下邳），劉備改屯小沛 | - 呂布攻佔劉備之徐州（下邳），劉備改屯小沛 | - 呂布攻佔劉備之徐州（下邳），劉備改屯小沛 |
| 197年 袁術稱帝                                                      | 建安二年                     | 曹操 | - 曹操破張繡，佔有南陽郡北部 - 析左馮翊新設左内史郡（隨後撤銷）（?） - 析下邳國新設東城郡（隨後撤銷）（?） - 析濟陰郡新設離狐郡（隨後撤銷）（?） - 析泰山郡新設嬴郡（隨後撤銷）（?） | - 曹操破張繡，佔有南陽郡北部 - 析左馮翊新設左内史郡（隨後撤銷）（?） - 析下邳國新設東城郡（隨後撤銷）（?） - 析濟陰郡新設離狐郡（隨後撤銷）（?） - 析泰山郡新設嬴郡（隨後撤銷）（?） | - 曹操破張繡，佔有南陽郡北部 - 析左馮翊新設左内史郡（隨後撤銷）（?） - 析下邳國新設東城郡（隨後撤銷）（?） - 析濟陰郡新設離狐郡（隨後撤銷）（?） - 析泰山郡新設嬴郡（隨後撤銷）（?） | - 曹操破張繡，佔有南陽郡北部 - 析左馮翊新設左内史郡（隨後撤銷）（?） - 析下邳國新設東城郡（隨後撤銷）（?） - 析濟陰郡新設離狐郡（隨後撤銷）（?） - 析泰山郡新設嬴郡（隨後撤銷）（?） | - 曹操破張繡，佔有南陽郡北部 - 析左馮翊新設左内史郡（隨後撤銷）（?） - 析下邳國新設東城郡（隨後撤銷）（?） - 析濟陰郡新設離狐郡（隨後撤銷）（?） - 析泰山郡新設嬴郡（隨後撤銷）（?） |
| 197年 袁術稱帝                                                      | 建安二年                     | 孫策 | - 孫策受封為「吳侯」 | - 孫策受封為「吳侯」 | - 孫策受封為「吳侯」 | - 孫策受封為「吳侯」 | - 孫策受封為「吳侯」 |
| 197年 袁術稱帝                                                      | 建安二年                     | 袁術 | - 袁術於壽春稱帝，國號「仲家」 | - 袁術於壽春稱帝，國號「仲家」 | - 袁術於壽春稱帝，國號「仲家」 | - 袁術於壽春稱帝，國號「仲家」 | - 袁術於壽春稱帝，國號「仲家」 |
| 197年 袁術稱帝                                                      | 建安二年                     | 劉璋 | - 撤銷汶山郡，併入蜀郡（?） | - 撤銷汶山郡，併入蜀郡（?） | - 撤銷汶山郡，併入蜀郡（?） | - 撤銷汶山郡，併入蜀郡（?） | - 撤銷汶山郡，併入蜀郡（?） |
| 197年 袁術稱帝                                                      | 建安二年                     | 士燮 | - 撤銷高涼郡，併入合浦郡（?） | - 撤銷高涼郡，併入合浦郡（?） | - 撤銷高涼郡，併入合浦郡（?） | - 撤銷高涼郡，併入合浦郡（?） | - 撤銷高涼郡，併入合浦郡（?） |
| 198年 下邳之戰 易京之戰                                             | 建安三年                     | 曹操 | - 曹操破呂布於下邳，佔有徐州 - 析東海郡新設利城、昌慮二郡 - 析琅邪國、齊國、泰山郡新設東莞郡 - 析琅邪國、北海國、東萊郡復設城陽郡，屬青州 | - 曹操破呂布於下邳，佔有徐州 - 析東海郡新設利城、昌慮二郡 - 析琅邪國、齊國、泰山郡新設東莞郡 - 析琅邪國、北海國、東萊郡復設城陽郡，屬青州 | - 曹操破呂布於下邳，佔有徐州 - 析東海郡新設利城、昌慮二郡 - 析琅邪國、齊國、泰山郡新設東莞郡 - 析琅邪國、北海國、東萊郡復設城陽郡，屬青州 | - 曹操破呂布於下邳，佔有徐州 - 析東海郡新設利城、昌慮二郡 - 析琅邪國、齊國、泰山郡新設東莞郡 - 析琅邪國、北海國、東萊郡復設城陽郡，屬青州 | - 曹操破呂布於下邳，佔有徐州 - 析東海郡新設利城、昌慮二郡 - 析琅邪國、齊國、泰山郡新設東莞郡 - 析琅邪國、北海國、東萊郡復設城陽郡，屬青州 |
| 199年 袁術破亡                                                      | 建安四年                     | 曹操 | - 曹操破眭固，佔有河內郡 - 析琅邪國新設東安郡（隨後撤銷）（?） - 析北海國、東萊郡新設長廣郡（隨後撤銷）（?） | - 曹操破眭固，佔有河內郡 - 析琅邪國新設東安郡（隨後撤銷）（?） - 析北海國、東萊郡新設長廣郡（隨後撤銷）（?） | - 曹操破眭固，佔有河內郡 - 析琅邪國新設東安郡（隨後撤銷）（?） - 析北海國、東萊郡新設長廣郡（隨後撤銷）（?） | - 曹操破眭固，佔有河內郡 - 析琅邪國新設東安郡（隨後撤銷）（?） - 析北海國、東萊郡新設長廣郡（隨後撤銷）（?） | - 曹操破眭固，佔有河內郡 - 析琅邪國新設東安郡（隨後撤銷）（?） - 析北海國、東萊郡新設長廣郡（隨後撤銷）（?） |
| 199年 袁術破亡                                                      | 建安四年                     | 孫策 | - 孫策攻佔曹操之廬江郡 - 新設會稽郡豐安、吳寧二縣 | - 孫策攻佔曹操之廬江郡 - 新設會稽郡豐安、吳寧二縣 | - 孫策攻佔曹操之廬江郡 - 新設會稽郡豐安、吳寧二縣 | - 孫策攻佔曹操之廬江郡 - 新設會稽郡豐安、吳寧二縣 | - 孫策攻佔曹操之廬江郡 - 新設會稽郡豐安、吳寧二縣 |
| 199年 袁術破亡                                                      | 建安四年                     | 劉備 | - 劉備復佔曹操之徐州 | - 劉備復佔曹操之徐州 | - 劉備復佔曹操之徐州 | - 劉備復佔曹操之徐州 | - 劉備復佔曹操之徐州 |
| 199年 袁術破亡                                                      | 建安四年                     | 袁紹 | - 袁紹破公孫瓚，平定北方，領冀、青、并、幽四州 | - 袁紹破公孫瓚，平定北方，領冀、青、并、幽四州 | - 袁紹破公孫瓚，平定北方，領冀、青、并、幽四州 | - 袁紹破公孫瓚，平定北方，領冀、青、并、幽四州 | - 袁紹破公孫瓚，平定北方，領冀、青、并、幽四州 |
| 200年 官渡之戰                                                      | 建安五年                     | 曹操 | - 曹操復佔劉備之徐州 - 曹操復佔孫權之廬江郡 - 揚州治所徙至合肥 | - 曹操復佔劉備之徐州 - 曹操復佔孫權之廬江郡 - 揚州治所徙至合肥 | - 曹操復佔劉備之徐州 - 曹操復佔孫權之廬江郡 - 揚州治所徙至合肥 | - 曹操復佔劉備之徐州 - 曹操復佔孫權之廬江郡 - 揚州治所徙至合肥 | - 曹操復佔劉備之徐州 - 曹操復佔孫權之廬江郡 - 揚州治所徙至合肥 |
| 200年 官渡之戰                                                      | 建安五年                     | 孫策 | - 孫策遇刺身亡，其弟孫權領江東 | - 孫策遇刺身亡，其弟孫權領江東 | - 孫策遇刺身亡，其弟孫權領江東 | - 孫策遇刺身亡，其弟孫權領江東 | - 孫策遇刺身亡，其弟孫權領江東 |
| 201年 倉亭之戰                                                      | 建安六年                     | 劉璋 | - 改巴郡為巴西郡 - 改固陵郡為巴東郡 - 撤銷永寧郡，改設巴郡（新）、巴東屬國 - 新設巴東屬國丹興、漢葭、永寧三縣 | - 改巴郡為巴西郡 - 改固陵郡為巴東郡 - 撤銷永寧郡，改設巴郡（新）、巴東屬國 - 新設巴東屬國丹興、漢葭、永寧三縣 | - 改巴郡為巴西郡 - 改固陵郡為巴東郡 - 撤銷永寧郡，改設巴郡（新）、巴東屬國 - 新設巴東屬國丹興、漢葭、永寧三縣 | - 改巴郡為巴西郡 - 改固陵郡為巴東郡 - 撤銷永寧郡，改設巴郡（新）、巴東屬國 - 新設巴東屬國丹興、漢葭、永寧三縣 | - 改巴郡為巴西郡 - 改固陵郡為巴東郡 - 撤銷永寧郡，改設巴郡（新）、巴東屬國 - 新設巴東屬國丹興、漢葭、永寧三縣 |
| 202年 博望坡之戰                                                    | 建安七年                     | 袁紹 | - 袁紹病故，其子袁譚、袁尚爭奪河北 | - 袁紹病故，其子袁譚、袁尚爭奪河北 | - 袁紹病故，其子袁譚、袁尚爭奪河北 | - 袁紹病故，其子袁譚、袁尚爭奪河北 | - 袁紹病故，其子袁譚、袁尚爭奪河北 |
| 203年 夏口之戰                                                      | 建安八年                     | 孫權 | - 新設會稽郡松陽縣 | - 新設會稽郡松陽縣 | - 新設會稽郡松陽縣 | - 新設會稽郡松陽縣 | - 新設會稽郡松陽縣 |
| 203年 夏口之戰                                                      | 建安八年                     | 士燮 | - 改交阯刺史部為交州，徙治廣信 | - 改交阯刺史部為交州，徙治廣信 | - 改交阯刺史部為交州，徙治廣信 | - 改交阯刺史部為交州，徙治廣信 | - 改交阯刺史部為交州，徙治廣信 |
| 204年                                                               | 建安九年                     | 曹操 | - 曹操攻佔袁尚之冀州，袁尚往幽州投其兄袁熙 - 袁譚降曹操，曹操遂得青州 | - 曹操攻佔袁尚之冀州，袁尚往幽州投其兄袁熙 - 袁譚降曹操，曹操遂得青州 | - 曹操攻佔袁尚之冀州，袁尚往幽州投其兄袁熙 - 袁譚降曹操，曹操遂得青州 | - 曹操攻佔袁尚之冀州，袁尚往幽州投其兄袁熙 - 袁譚降曹操，曹操遂得青州 | - 曹操攻佔袁尚之冀州，袁尚往幽州投其兄袁熙 - 袁譚降曹操，曹操遂得青州 |
| 204年                                                               | 建安九年                     | 公孫康 | - 析樂浪郡新設帶方郡（?） | - 析樂浪郡新設帶方郡（?） | - 析樂浪郡新設帶方郡（?） | - 析樂浪郡新設帶方郡（?） | - 析樂浪郡新設帶方郡（?） |
| 205年                                                               | 建安十年                     | 曹操 | - 袁熙部下叛變，曹操得幽州，袁氏兄弟逃入烏桓 | - 袁熙部下叛變，曹操得幽州，袁氏兄弟逃入烏桓 | - 袁熙部下叛變，曹操得幽州，袁氏兄弟逃入烏桓 | - 袁熙部下叛變，曹操得幽州，袁氏兄弟逃入烏桓 | - 袁熙部下叛變，曹操得幽州，袁氏兄弟逃入烏桓 |
| 205年                                                               | 建安十年                     | 孫權 | - 新設豫章郡建平縣 | - 新設豫章郡建平縣 | - 新設豫章郡建平縣 | - 新設豫章郡建平縣 | - 新設豫章郡建平縣 |
| 206年                                                               | 建安十一年                   | 曹操 | - 撤銷昌慮郡，併入東海郡 | - 撤銷昌慮郡，併入東海郡 | - 撤銷昌慮郡，併入東海郡 | - 撤銷昌慮郡，併入東海郡 | - 撤銷昌慮郡，併入東海郡 |
| 207年                                                               | 建安十二年                   | 曹操 | - 曹操破烏桓，平定河北，袁氏兄弟逃入遼東投靠公孫康，但公孫康反殺二袁並向曹操稱臣，曹操遂平遼東 | - 曹操破烏桓，平定河北，袁氏兄弟逃入遼東投靠公孫康，但公孫康反殺二袁並向曹操稱臣，曹操遂平遼東 | - 曹操破烏桓，平定河北，袁氏兄弟逃入遼東投靠公孫康，但公孫康反殺二袁並向曹操稱臣，曹操遂平遼東 | - 曹操破烏桓，平定河北，袁氏兄弟逃入遼東投靠公孫康，但公孫康反殺二袁並向曹操稱臣，曹操遂平遼東 | - 曹操破烏桓，平定河北，袁氏兄弟逃入遼東投靠公孫康，但公孫康反殺二袁並向曹操稱臣，曹操遂平遼東 |
| 208年 江夏之戰 赤壁之戰 第一次合肥之戰 長坂坡之戰                   | 建安十三年                   | 曹操 | - 荊州牧劉表病故，子劉琮降曹操，曹操得荊州 - 析南陽郡新設南鄉郡 - 析南郡新設襄陽、臨江（隨即為孫權佔）二郡 - 赤壁之戰後，荊州南部被孫權、劉備所佔，曹操之荊州治所徙至宛 | - 荊州牧劉表病故，子劉琮降曹操，曹操得荊州 - 析南陽郡新設南鄉郡 - 析南郡新設襄陽、臨江（隨即為孫權佔）二郡 - 赤壁之戰後，荊州南部被孫權、劉備所佔，曹操之荊州治所徙至宛 | - 荊州牧劉表病故，子劉琮降曹操，曹操得荊州 - 析南陽郡新設南鄉郡 - 析南郡新設襄陽、臨江（隨即為孫權佔）二郡 - 赤壁之戰後，荊州南部被孫權、劉備所佔，曹操之荊州治所徙至宛 | - 荊州牧劉表病故，子劉琮降曹操，曹操得荊州 - 析南陽郡新設南鄉郡 - 析南郡新設襄陽、臨江（隨即為孫權佔）二郡 - 赤壁之戰後，荊州南部被孫權、劉備所佔，曹操之荊州治所徙至宛 | - 荊州牧劉表病故，子劉琮降曹操，曹操得荊州 - 析南陽郡新設南鄉郡 - 析南郡新設襄陽、臨江（隨即為孫權佔）二郡 - 赤壁之戰後，荊州南部被孫權、劉備所佔，曹操之荊州治所徙至宛 |
| 208年 江夏之戰 赤壁之戰 第一次合肥之戰 長坂坡之戰                   | 建安十三年                   | 孫權 | - 孫權破江夏郡黃祖，曹操、孫權分置江夏郡 - 析江夏郡新設蘄春郡 - 析豫章郡新設彭澤郡（建安末年撤銷） - 析丹陽郡新設新都郡 - 新設南郡旍陽縣（隨即為曹操所佔） - 新設新都郡始新、新定、犁陽、海陽四縣（均分歙縣置） - 赤壁之戰後，孫權攻佔曹操之荊州中部，與曹操對置荊州 | - 孫權破江夏郡黃祖，曹操、孫權分置江夏郡 - 析江夏郡新設蘄春郡 - 析豫章郡新設彭澤郡（建安末年撤銷） - 析丹陽郡新設新都郡 - 新設南郡旍陽縣（隨即為曹操所佔） - 新設新都郡始新、新定、犁陽、海陽四縣（均分歙縣置） - 赤壁之戰後，孫權攻佔曹操之荊州中部，與曹操對置荊州 | - 孫權破江夏郡黃祖，曹操、孫權分置江夏郡 - 析江夏郡新設蘄春郡 - 析豫章郡新設彭澤郡（建安末年撤銷） - 析丹陽郡新設新都郡 - 新設南郡旍陽縣（隨即為曹操所佔） - 新設新都郡始新、新定、犁陽、海陽四縣（均分歙縣置） - 赤壁之戰後，孫權攻佔曹操之荊州中部，與曹操對置荊州 | - 孫權破江夏郡黃祖，曹操、孫權分置江夏郡 - 析江夏郡新設蘄春郡 - 析豫章郡新設彭澤郡（建安末年撤銷） - 析丹陽郡新設新都郡 - 新設南郡旍陽縣（隨即為曹操所佔） - 新設新都郡始新、新定、犁陽、海陽四縣（均分歙縣置） - 赤壁之戰後，孫權攻佔曹操之荊州中部，與曹操對置荊州                                                                            | - 孫權破江夏郡黃祖，曹操、孫權分置江夏郡 - 析江夏郡新設蘄春郡 - 析豫章郡新設彭澤郡（建安末年撤銷） - 析丹陽郡新設新都郡 - 新設南郡旍陽縣（隨即為曹操所佔） - 新設新都郡始新、新定、犁陽、海陽四縣（均分歙縣置） - 赤壁之戰後，孫權攻佔曹操之荊州中部，與曹操對置荊州                                                                            |
| 209年                                                               | 建安十四年                   | 劉備 | - 劉備得荊南四郡，領荊州牧，治所徙至公安 | - 劉備得荊南四郡，領荊州牧，治所徙至公安 | - 劉備得荊南四郡，領荊州牧，治所徙至公安 | - 劉備得荊南四郡，領荊州牧，治所徙至公安 | - 劉備得荊南四郡，領荊州牧，治所徙至公安 |
| 209年                                                               | 建安十四年                   | 孫權 | - 孫權將治所由吳縣徙至丹徒 | - 孫權將治所由吳縣徙至丹徒 | - 孫權將治所由吳縣徙至丹徒 | - 孫權將治所由吳縣徙至丹徒 | - 孫權將治所由吳縣徙至丹徒 |
| 210年                                                               | 建安十五年                   | 劉備 | - 孫權借南郡及確認劉備擁有荊南四郡，荊州治所由公安徙至江陵 - 改臨江郡為宜都郡 | - 孫權借南郡及確認劉備擁有荊南四郡，荊州治所由公安徙至江陵 - 改臨江郡為宜都郡 | - 孫權借南郡及確認劉備擁有荊南四郡，荊州治所由公安徙至江陵 - 改臨江郡為宜都郡 | - 孫權借南郡及確認劉備擁有荊南四郡，荊州治所由公安徙至江陵 - 改臨江郡為宜都郡 | - 孫權借南郡及確認劉備擁有荊南四郡，荊州治所由公安徙至江陵 - 改臨江郡為宜都郡 |
| 210年                                                               | 建安十五年                   | 孫權 | - 士燮歸附孫權，孫權遂得交州 - 孫權借南郡及確認劉備擁有荊南四郡，析長沙郡新設漢昌郡 - 析豫章郡新設鄱陽郡 | - 士燮歸附孫權，孫權遂得交州 - 孫權借南郡及確認劉備擁有荊南四郡，析長沙郡新設漢昌郡 - 析豫章郡新設鄱陽郡 | - 士燮歸附孫權，孫權遂得交州 - 孫權借南郡及確認劉備擁有荊南四郡，析長沙郡新設漢昌郡 - 析豫章郡新設鄱陽郡 | - 士燮歸附孫權，孫權遂得交州 - 孫權借南郡及確認劉備擁有荊南四郡，析長沙郡新設漢昌郡 - 析豫章郡新設鄱陽郡 | - 士燮歸附孫權，孫權遂得交州 - 孫權借南郡及確認劉備擁有荊南四郡，析長沙郡新設漢昌郡 - 析豫章郡新設鄱陽郡 |
| 211年 潼關之戰                                                      | 建安十六年                   | 孫權 | - 孫權治所由丹徙遷至秣陵 - 交州治所由廣信徙至番禺 - 新設吳郡臨水縣 | - 孫權治所由丹徙遷至秣陵 - 交州治所由廣信徙至番禺 - 新設吳郡臨水縣 | - 孫權治所由丹徙遷至秣陵 - 交州治所由廣信徙至番禺 - 新設吳郡臨水縣 | - 孫權治所由丹徙遷至秣陵 - 交州治所由廣信徙至番禺 - 新設吳郡臨水縣 | - 孫權治所由丹徙遷至秣陵 - 交州治所由廣信徙至番禺 - 新設吳郡臨水縣 |
| 212年 益州之戰                                                      | 建安十七年                   | 曹操 | - 改漢安郡為漢興郡（?） | - 改漢安郡為漢興郡（?） | - 改漢安郡為漢興郡（?） | - 改漢安郡為漢興郡（?） | - 改漢安郡為漢興郡（?） |
| 212年 益州之戰                                                      | 建安十七年                   | 孫權 | - 改丹陽郡秣陵縣為建業縣 | - 改丹陽郡秣陵縣為建業縣 | - 改丹陽郡秣陵縣為建業縣 | - 改丹陽郡秣陵縣為建業縣 | - 改丹陽郡秣陵縣為建業縣 |
| 213年                                                               | 建安十八年                   | 曹操 | - 撤銷司隸，河南尹改屬豫州，河東郡、河內郡二郡改屬冀州，三輔、弘農郡改屬雍州 - 撤銷涼州，併入雍州 - 撤銷并州、幽州，併入冀州 - 撤銷張掖居延屬國，新設西海郡（?） - 雍州治所由姑臧徙至長安 - 曹操攻佔孫權之蘄春郡 - 改永陽郡為廣魏郡 - 析沛國新設譙郡（?） - 析金城郡新設西平郡（?） - 析平原、勃海、樂安三郡新設樂陵郡 - 平原郡由屬青州改屬冀州 | - 撤銷司隸，河南尹改屬豫州，河東郡、河內郡二郡改屬冀州，三輔、弘農郡改屬雍州 - 撤銷涼州，併入雍州 - 撤銷并州、幽州，併入冀州 - 撤銷張掖居延屬國，新設西海郡（?） - 雍州治所由姑臧徙至長安 - 曹操攻佔孫權之蘄春郡 - 改永陽郡為廣魏郡 - 析沛國新設譙郡（?） - 析金城郡新設西平郡（?） - 析平原、勃海、樂安三郡新設樂陵郡 - 平原郡由屬青州改屬冀州 | - 撤銷司隸，河南尹改屬豫州，河東郡、河內郡二郡改屬冀州，三輔、弘農郡改屬雍州 - 撤銷涼州，併入雍州 - 撤銷并州、幽州，併入冀州 - 撤銷張掖居延屬國，新設西海郡（?） - 雍州治所由姑臧徙至長安 - 曹操攻佔孫權之蘄春郡 - 改永陽郡為廣魏郡 - 析沛國新設譙郡（?） - 析金城郡新設西平郡（?） - 析平原、勃海、樂安三郡新設樂陵郡 - 平原郡由屬青州改屬冀州 | - 撤銷司隸，河南尹改屬豫州，河東郡、河內郡二郡改屬冀州，三輔、弘農郡改屬雍州 - 撤銷涼州，併入雍州 - 撤銷并州、幽州，併入冀州 - 撤銷張掖居延屬國，新設西海郡（?） - 雍州治所由姑臧徙至長安 - 曹操攻佔孫權之蘄春郡 - 改永陽郡為廣魏郡 - 析沛國新設譙郡（?） - 析金城郡新設西平郡（?） - 析平原、勃海、樂安三郡新設樂陵郡 - 平原郡由屬青州改屬冀州 | - 撤銷司隸，河南尹改屬豫州，河東郡、河內郡二郡改屬冀州，三輔、弘農郡改屬雍州 - 撤銷涼州，併入雍州 - 撤銷并州、幽州，併入冀州 - 撤銷張掖居延屬國，新設西海郡（?） - 雍州治所由姑臧徙至長安 - 曹操攻佔孫權之蘄春郡 - 改永陽郡為廣魏郡 - 析沛國新設譙郡（?） - 析金城郡新設西平郡（?） - 析平原、勃海、樂安三郡新設樂陵郡 - 平原郡由屬青州改屬冀州 |
| 213年                                                               | 建安十八年                   | 劉璋 | - 析犍為郡新設江陽郡 | - 析犍為郡新設江陽郡 | - 析犍為郡新設江陽郡 | - 析犍為郡新設江陽郡 | - 析犍為郡新設江陽郡 |
| 214年 劉備入蜀                                                      | 建安十九年                   | 曹操 | - 撤銷東安郡，併入東莞郡 - 析河間國新設章武郡（?） | - 撤銷東安郡，併入東莞郡 - 析河間國新設章武郡（?） | - 撤銷東安郡，併入東莞郡 - 析河間國新設章武郡（?） | - 撤銷東安郡，併入東莞郡 - 析河間國新設章武郡（?） | - 撤銷東安郡，併入東莞郡 - 析河間國新設章武郡（?） |
| 214年 劉備入蜀                                                      | 建安十九年                   | 劉備 | - 益州牧劉璋投降劉備，劉備遂得益州 - 劉備平南中諸郡，設庲降都督，治平夷 - 撤銷犍為屬國，新設朱提郡 - 析蜀郡復設汶山郡 | - 益州牧劉璋投降劉備，劉備遂得益州 - 劉備平南中諸郡，設庲降都督，治平夷 - 撤銷犍為屬國，新設朱提郡 - 析蜀郡復設汶山郡 | - 益州牧劉璋投降劉備，劉備遂得益州 - 劉備平南中諸郡，設庲降都督，治平夷 - 撤銷犍為屬國，新設朱提郡 - 析蜀郡復設汶山郡 | - 益州牧劉璋投降劉備，劉備遂得益州 - 劉備平南中諸郡，設庲降都督，治平夷 - 撤銷犍為屬國，新設朱提郡 - 析蜀郡復設汶山郡 | - 益州牧劉璋投降劉備，劉備遂得益州 - 劉備平南中諸郡，設庲降都督，治平夷 - 撤銷犍為屬國，新設朱提郡 - 析蜀郡復設汶山郡 |
| 214年 劉備入蜀                                                      | 建安十九年                   | 孫權 | - 析江夏郡新設西陵郡（隨後撤銷） - 孫權攻佔廬江郡南部，廬江郡遂分屬曹操、孫權 | - 析江夏郡新設西陵郡（隨後撤銷） - 孫權攻佔廬江郡南部，廬江郡遂分屬曹操、孫權 | - 析江夏郡新設西陵郡（隨後撤銷） - 孫權攻佔廬江郡南部，廬江郡遂分屬曹操、孫權 | - 析江夏郡新設西陵郡（隨後撤銷） - 孫權攻佔廬江郡南部，廬江郡遂分屬曹操、孫權 | - 析江夏郡新設西陵郡（隨後撤銷） - 孫權攻佔廬江郡南部，廬江郡遂分屬曹操、孫權 |
| 215年 陽平關之戰 第二次合肥之戰                                     | 建安二十年                   | 曹操 | - 曹操攻佔張魯之漢中郡 - 撤銷雲中、定襄、五原、朔方四郡，其地棄 - 析太原郡新設新興郡 - 析漢中郡新設西城、上庸二郡，屬荊州 | - 曹操攻佔張魯之漢中郡 - 撤銷雲中、定襄、五原、朔方四郡，其地棄 - 析太原郡新設新興郡 - 析漢中郡新設西城、上庸二郡，屬荊州 | - 曹操攻佔張魯之漢中郡 - 撤銷雲中、定襄、五原、朔方四郡，其地棄 - 析太原郡新設新興郡 - 析漢中郡新設西城、上庸二郡，屬荊州 | - 曹操攻佔張魯之漢中郡 - 撤銷雲中、定襄、五原、朔方四郡，其地棄 - 析太原郡新設新興郡 - 析漢中郡新設西城、上庸二郡，屬荊州 | - 曹操攻佔張魯之漢中郡 - 撤銷雲中、定襄、五原、朔方四郡，其地棄 - 析太原郡新設新興郡 - 析漢中郡新設西城、上庸二郡，屬荊州 |
| 215年 陽平關之戰 第二次合肥之戰                                     | 建安二十年                   | 劉備 | - 撤銷廣漢屬國，新設陰平郡 - 撤銷巴東郡，改設江關都尉 | - 撤銷廣漢屬國，新設陰平郡 - 撤銷巴東郡，改設江關都尉 | - 撤銷廣漢屬國，新設陰平郡 - 撤銷巴東郡，改設江關都尉 | - 撤銷廣漢屬國，新設陰平郡 - 撤銷巴東郡，改設江關都尉 | - 撤銷廣漢屬國，新設陰平郡 - 撤銷巴東郡，改設江關都尉 |
| 215年 陽平關之戰 第二次合肥之戰                                     | 建安二十年                   | 孫權 | - 孫權得劉備之長沙、桂陽兩郡 | - 孫權得劉備之長沙、桂陽兩郡 | - 孫權得劉備之長沙、桂陽兩郡 | - 孫權得劉備之長沙、桂陽兩郡 | - 孫權得劉備之長沙、桂陽兩郡 |
| 216年                                                               | 建安二十一年                 | 曹操 | - 析常山、上黨二郡新設樂平郡（?） | - 析常山、上黨二郡新設樂平郡（?） | - 析常山、上黨二郡新設樂平郡（?） | - 析常山、上黨二郡新設樂平郡（?） | - 析常山、上黨二郡新設樂平郡（?） |
| 216年                                                               | 建安二十一年                 | 劉備 | - 撤銷江關都尉，復設固陵郡 | - 撤銷江關都尉，復設固陵郡 | - 撤銷江關都尉，復設固陵郡 | - 撤銷江關都尉，復設固陵郡 | - 撤銷江關都尉，復設固陵郡 |
| 217年 漢中之戰                                                      | 建安二十二年                 | 劉備 | - 析廣漢郡新設梓潼郡 | - 析廣漢郡新設梓潼郡 | - 析廣漢郡新設梓潼郡 | - 析廣漢郡新設梓潼郡 | - 析廣漢郡新設梓潼郡 |
| 218年                                                               | 建安二十三年                 | 曹操 | - 析汝南、江夏二郡新設弋陽郡 | - 析汝南、江夏二郡新設弋陽郡 | - 析汝南、江夏二郡新設弋陽郡 | - 析汝南、江夏二郡新設弋陽郡 | - 析汝南、江夏二郡新設弋陽郡 |
| 218年                                                               | 建安二十三年                 | 劉備 | - 撤銷巴東屬國，改設涪陵郡 - 新設涪陵郡漢復縣 - 析巴西郡新設宕渠郡（隨後撤銷） | - 撤銷巴東屬國，改設涪陵郡 - 新設涪陵郡漢復縣 - 析巴西郡新設宕渠郡（隨後撤銷） | - 撤銷巴東屬國，改設涪陵郡 - 新設涪陵郡漢復縣 - 析巴西郡新設宕渠郡（隨後撤銷） | - 撤銷巴東屬國，改設涪陵郡 - 新設涪陵郡漢復縣 - 析巴西郡新設宕渠郡（隨後撤銷） | - 撤銷巴東屬國，改設涪陵郡 - 新設涪陵郡漢復縣 - 析巴西郡新設宕渠郡（隨後撤銷） |
| 218年                                                               | 建安二十三年                 | 孫權 | - 新設會稽郡遂昌、定陽二縣 | - 新設會稽郡遂昌、定陽二縣 | - 新設會稽郡遂昌、定陽二縣 | - 新設會稽郡遂昌、定陽二縣 | - 新設會稽郡遂昌、定陽二縣 |
| 219年 樊城之戰 麥城之戰                                             | 建安二十四年                 | 曹操 | - 撤銷上郡，其地棄（?） - 僑置武都、陰平二郡於扶風郡（?） - 析漢中郡新設房陵郡，屬荊州（?） | - 撤銷上郡，其地棄（?） - 僑置武都、陰平二郡於扶風郡（?） - 析漢中郡新設房陵郡，屬荊州（?） | - 撤銷上郡，其地棄（?） - 僑置武都、陰平二郡於扶風郡（?） - 析漢中郡新設房陵郡，屬荊州（?） | - 撤銷上郡，其地棄（?） - 僑置武都、陰平二郡於扶風郡（?） - 析漢中郡新設房陵郡，屬荊州（?） | - 撤銷上郡，其地棄（?） - 僑置武都、陰平二郡於扶風郡（?） - 析漢中郡新設房陵郡，屬荊州（?） |
| 219年 樊城之戰 麥城之戰                                             | 建安二十四年                 | 劉備 | - 劉備攻佔漢中郡西部，漢中郡遂分屬劉備、曹操 - 劉備受封為「漢中王」 | - 劉備攻佔漢中郡西部，漢中郡遂分屬劉備、曹操 - 劉備受封為「漢中王」 | - 劉備攻佔漢中郡西部，漢中郡遂分屬劉備、曹操 - 劉備受封為「漢中王」 | - 劉備攻佔漢中郡西部，漢中郡遂分屬劉備、曹操 - 劉備受封為「漢中王」 | - 劉備攻佔漢中郡西部，漢中郡遂分屬劉備、曹操 - 劉備受封為「漢中王」 |
| 219年 樊城之戰 麥城之戰                                             | 建安二十四年                 | 孫權 | - 孫權、曹操聯軍攻佔劉備之荊州，自此荊州南部盡歸孫權，曹操繼續領有荊北 - 孫權攻佔劉備之固陵郡東部，故孫權、劉備對置固陵郡 - 析丹陽郡新設臨川郡（?） - 析江夏郡新設西陵郡（?） - 撤銷漢昌郡，併入長沙郡（?） | - 孫權、曹操聯軍攻佔劉備之荊州，自此荊州南部盡歸孫權，曹操繼續領有荊北 - 孫權攻佔劉備之固陵郡東部，故孫權、劉備對置固陵郡 - 析丹陽郡新設臨川郡（?） - 析江夏郡新設西陵郡（?） - 撤銷漢昌郡，併入長沙郡（?） | - 孫權、曹操聯軍攻佔劉備之荊州，自此荊州南部盡歸孫權，曹操繼續領有荊北 - 孫權攻佔劉備之固陵郡東部，故孫權、劉備對置固陵郡 - 析丹陽郡新設臨川郡（?） - 析江夏郡新設西陵郡（?） - 撤銷漢昌郡，併入長沙郡（?） | - 孫權、曹操聯軍攻佔劉備之荊州，自此荊州南部盡歸孫權，曹操繼續領有荊北 - 孫權攻佔劉備之固陵郡東部，故孫權、劉備對置固陵郡 - 析丹陽郡新設臨川郡（?） - 析江夏郡新設西陵郡（?） - 撤銷漢昌郡，併入長沙郡（?） | - 孫權、曹操聯軍攻佔劉備之荊州，自此荊州南部盡歸孫權，曹操繼續領有荊北 - 孫權攻佔劉備之固陵郡東部，故孫權、劉備對置固陵郡 - 析丹陽郡新設臨川郡（?） - 析江夏郡新設西陵郡（?） - 撤銷漢昌郡，併入長沙郡（?） |
| 220年 曹丕篡漢                                                      | 建安二十五年 延康元年        | 曹操 | - 曹操病故，其子曹丕繼「魏王」之位 | - 曹操病故，其子曹丕繼「魏王」之位 | - 曹操病故，其子曹丕繼「魏王」之位 | - 曹操病故，其子曹丕繼「魏王」之位 | - 曹操病故，其子曹丕繼「魏王」之位 |
| 220年 曹丕篡漢                                                      | 建安二十五年 延康元年        | 孫權 | - 析合浦郡復置高涼郡 - 改江夏郡鄂縣為武昌縣 | - 析合浦郡復置高涼郡 - 改江夏郡鄂縣為武昌縣 | - 析合浦郡復置高涼郡 - 改江夏郡鄂縣為武昌縣 | - 析合浦郡復置高涼郡 - 改江夏郡鄂縣為武昌縣 | - 析合浦郡復置高涼郡 - 改江夏郡鄂縣為武昌縣 |
| 220年 曹丕篡漢                                                      | 魏文帝 黃初元年              | - 曹丕篡漢，建立魏國，史稱曹魏，定都洛陽 - 析雍州之河南、河內、河東、弘農四郡復置司隸（司州） - 析雍州之河西八郡復置涼州 - 以陘嶺以南部分復置并州 - 以幽州原來郡縣復置幽州 - 撤銷房陵、上庸二郡，合併新設新城郡 - 撤銷漢興郡，併入扶風郡（?） - 改西城郡為魏興郡；改漢陽郡為天水郡（?） - 析廬江郡新設安豐郡 | - 曹丕篡漢，建立魏國，史稱曹魏，定都洛陽 - 析雍州之河南、河內、河東、弘農四郡復置司隸（司州） - 析雍州之河西八郡復置涼州 - 以陘嶺以南部分復置并州 - 以幽州原來郡縣復置幽州 - 撤銷房陵、上庸二郡，合併新設新城郡 - 撤銷漢興郡，併入扶風郡（?） - 改西城郡為魏興郡；改漢陽郡為天水郡（?） - 析廬江郡新設安豐郡 | - 曹丕篡漢，建立魏國，史稱曹魏，定都洛陽 - 析雍州之河南、河內、河東、弘農四郡復置司隸（司州） - 析雍州之河西八郡復置涼州 - 以陘嶺以南部分復置并州 - 以幽州原來郡縣復置幽州 - 撤銷房陵、上庸二郡，合併新設新城郡 - 撤銷漢興郡，併入扶風郡（?） - 改西城郡為魏興郡；改漢陽郡為天水郡（?） - 析廬江郡新設安豐郡 | - 曹丕篡漢，建立魏國，史稱曹魏，定都洛陽 - 析雍州之河南、河內、河東、弘農四郡復置司隸（司州） - 析雍州之河西八郡復置涼州 - 以陘嶺以南部分復置并州 - 以幽州原來郡縣復置幽州 - 撤銷房陵、上庸二郡，合併新設新城郡 - 撤銷漢興郡，併入扶風郡（?） - 改西城郡為魏興郡；改漢陽郡為天水郡（?） - 析廬江郡新設安豐郡 | - 曹丕篡漢，建立魏國，史稱曹魏，定都洛陽 - 析雍州之河南、河內、河東、弘農四郡復置司隸（司州） - 析雍州之河西八郡復置涼州 - 以陘嶺以南部分復置并州 - 以幽州原來郡縣復置幽州 - 撤銷房陵、上庸二郡，合併新設新城郡 - 撤銷漢興郡，併入扶風郡（?） - 改西城郡為魏興郡；改漢陽郡為天水郡（?） - 析廬江郡新設安豐郡                                    | - 曹丕篡漢，建立魏國，史稱曹魏，定都洛陽 - 析雍州之河南、河內、河東、弘農四郡復置司隸（司州） - 析雍州之河西八郡復置涼州 - 以陘嶺以南部分復置并州 - 以幽州原來郡縣復置幽州 - 撤銷房陵、上庸二郡，合併新設新城郡 - 撤銷漢興郡，併入扶風郡（?） - 改西城郡為魏興郡；改漢陽郡為天水郡（?） - 析廬江郡新設安豐郡                                    |
| 221年 劉備稱帝                                                      | 黃初二年                     | - 改以下諸郡為王國：齊郡、京兆郡（秦國）、廣陽郡（燕國）、九江郡（淮南國） - 於茲氏縣復置西河郡 - 析魏郡新設廣平、陽平二郡 - 冀州治所由鄴徙至信都 - 兗州治所由鄄城徙至廪丘 - 新置廣平郡臨水、肥鄉二縣 | - 改以下諸郡為王國：齊郡、京兆郡（秦國）、廣陽郡（燕國）、九江郡（淮南國） - 於茲氏縣復置西河郡 - 析魏郡新設廣平、陽平二郡 - 冀州治所由鄴徙至信都 - 兗州治所由鄄城徙至廪丘 - 新置廣平郡臨水、肥鄉二縣 | 建安二十六年 蜀漢昭烈帝 章武元年 | - 劉備於成都稱帝，國號「漢」，史稱蜀漢 - 撤銷蜀郡屬國，復置漢嘉郡 - 改固陵郡為巴東郡 | 建安二十六年 | - 析廬江、江夏、西陵、豫章四郡新設武昌郡 - 撤銷西陵郡，併入江夏郡 |
| 222年 夷陵之戰 孫權自立                                             | 黃初三年                     | - 孫權短暫降魏，遂改荊北為郢州，隨即復舊 - 撤銷齊國，復設齊郡 - 撤銷燕國，復設廣陽郡 - 改以下諸郡為王國：譙郡、弋陽、河東、廣平、平原、河間、清河、陳留、濟陰、任城、下邳、彭城（隨後撤銷）、北海、廬江 - 改章陵郡為義陽郡 - 改南陽郡章陵縣為安昌縣 - 析汝南郡新設汝陰郡 - 徐州治所由下邳徙至彭城 - 新置義陽郡義陽、平林二縣 | - 孫權短暫降魏，遂改荊北為郢州，隨即復舊 - 撤銷齊國，復設齊郡 - 撤銷燕國，復設廣陽郡 - 改以下諸郡為王國：譙郡、弋陽、河東、廣平、平原、河間、清河、陳留、濟陰、任城、下邳、彭城（隨後撤銷）、北海、廬江 - 改章陵郡為義陽郡 - 改南陽郡章陵縣為安昌縣 - 析汝南郡新設汝陰郡 - 徐州治所由下邳徙至彭城 - 新置義陽郡義陽、平林二縣 | 章武二年 | - 改巴郡魚復縣為永安縣 - 改涪陵郡永寧縣為萬寧縣 | 建安二十七年 黃武元年 | - 孫權自立為「吳王」，改元黃武 - 撤銷固陵郡，併入宜都郡 - 改宜都郡夷陵縣為西陵縣 |
| 223年 白帝城託孤                                                    | 黃初四年                     | - 撤銷以下王國，復置為郡：廣平國、清河國、任城國、淮南國 - 析河內郡新設朝歌郡（隨後撤銷）（?） - 改陳郡、東平二郡為王國 - 蘄春郡為孫權所佔 | - 撤銷以下王國，復置為郡：廣平國、清河國、任城國、淮南國 - 析河內郡新設朝歌郡（隨後撤銷）（?） - 改陳郡、東平二郡為王國 - 蘄春郡為孫權所佔 | 章武三年 蜀漢懷帝 建興元年 | - 劉備於白帝城病故，其子劉禪繼位，劉備臨終時將國事託付予諸葛亮 | 黃武二年 | - 孫權復佔蘄春郡，屬揚州 - 孫權徙治都至武昌 - 新設長沙郡蒲圻縣 |
| 224年                                                               | 黃初五年                     | - 撤銷以下王國，復置為郡：譙國、弋陽國、河間國、陳留國、濟陰國、東平國、下邳國、北海國、廬江國 | - 撤銷以下王國，復置為郡：譙國、弋陽國、河間國、陳留國、濟陰國、東平國、下邳國、北海國、廬江國 | 建興二年 | - 析廣漢郡新置東廣漢郡 | 黃武三年 | - 撤銷武昌郡，併入江夏郡（?） |
| 225年 南中平定戰                                                    | 黃初六年                     | - 撤銷以下王國，復置為郡：河東國、陳國、秦國（京兆郡） - 撤銷利城郡，併入東海郡 | - 撤銷以下王國，復置為郡：河東國、陳國、秦國（京兆郡） - 撤銷利城郡，併入東海郡 | 建興三年 | - 改益州郡為建寧郡，徙治味縣 - 析建寧、牂牁二郡新置興古郡 - 析越巂、建寧、牂牁、永昌四郡新置雲南郡 | 黃武四年 | - 新設吳郡桐廬、新昌二縣 |
| 226年                                                               | 黃初七年                     | - 曹丕病故，其子曹叡繼位 - 撤銷平原國，復設平原郡 - 改涿郡為范陽郡 | - 曹丕病故，其子曹叡繼位 - 撤銷平原國，復設平原郡 - 改涿郡為范陽郡 | 建興四年 | | 黃武五年 | - 析交州南海、蒼梧、鬱林、高涼四郡新置廣州，治番禺 - 析丹陽、吳郡、會稽三郡新置東安郡 - 析蒼梧郡新置臨賀郡 |
| 227年                                                               | 魏明帝 太和元年              | - 豫州治所由譙縣徙至項縣（?） | - 豫州治所由譙縣徙至項縣（?） | 建興五年 | | 黃武六年 | |
| 228年 石亭之戰 諸葛亮 第一、二次北伐 （街亭之戰）                   | 太和二年                     | - 析新城郡設置錫郡、上庸二郡 | - 析新城郡設置錫郡、上庸二郡 | 建興六年 | | 黃武七年 | - 撤銷東安郡，轄縣還本郡 - 改合浦郡為珠官郡 - 新設珠官郡珠官縣 |
| 229年 孫權稱帝 諸葛亮 第三次北伐                                    | 太和三年                     | - 武都、陰平二郡為蜀漢所佔 | - 武都、陰平二郡為蜀漢所佔 | 建興七年 | - 蜀漢攻佔武都、陰平二郡 - 武都郡由涼州改屬益州 | 黃武八年 吳大帝 黃龍元年 | - 孫權稱帝，國號「吳」，史稱孫吳或東吳，都自武昌移建業 - 撤銷臨川郡，併入豫章郡 - 改長沙郡漢昌縣為吳昌縣 - 改會稽郡漢興縣為吳興縣 - 改豫章郡漢平縣為吳平縣 - 改武陵郡漢壽縣為吳壽縣 - 改桂陽郡漢寧縣為陽安縣 |
| 230年                                                               | 太和四年                     | - 撤銷上庸郡，併入新城郡 | - 撤銷上庸郡，併入新城郡 | 建興八年 | | 黃龍二年 | |
| 231年 諸葛亮 第四次北伐                                             | 太和五年                     | | | 建興九年 | | 黃龍三年 | - 改吳郡由拳縣為禾興縣 |
| 232年                                                               | 太和六年                     | - 改以下諸郡為王國：梁郡、沛郡、趙郡、中山、陳留、陳郡（隨後撤銷）、任城、東平、濟北、彭城、東海、琅邪、北海、淮南（楚國）、廣陽（燕國） | - 改以下諸郡為王國：梁郡、沛郡、趙郡、中山、陳留、陳郡（隨後撤銷）、任城、東平、濟北、彭城、東海、琅邪、北海、淮南（楚國）、廣陽（燕國） | 建興十年 | | 嘉禾元年 | |
| 233年 第三次合肥之戰                                                | 太和七年 青龍元年            | | | 建興十一年 | | 嘉禾二年 | |
| 234年 諸葛亮 第五次北伐 （五丈原之戰） 第四次合肥之戰               | 青龍二年                     | | | 建興十二年 | | 嘉禾三年 | - 析吳郡設置毘陵典農校尉，治毘陵縣 - 改吳郡丹徒縣為武進縣 - 改吳郡曲阿縣為雲陽縣 |
| 235年                                                               | 青龍三年                     | - 改京兆郡為秦國 - 復置朔方郡（隨後撤銷） | - 改京兆郡為秦國 - 復置朔方郡（隨後撤銷） | 建興十三年 | | 嘉禾四年 | |
| 236年                                                               | 青龍四年                     | | | 建興十四年 | | 嘉禾五年 | |
| 237年                                                               | 青龍五年 景初元年            | - 析新城郡復設上庸郡 - 撤銷錫郡，併入魏興、上庸二郡 | - 析新城郡復設上庸郡 - 撤銷錫郡，併入魏興、上庸二郡 | 建興十五年 | | 嘉禾六年 | |
| 238年 遼東之戰                                                      | 景初二年                     | - 析幽州之遼東五郡新置平州（隨後撤銷） - 省併漁陽郡狐奴縣 | - 析幽州之遼東五郡新置平州（隨後撤銷） - 省併漁陽郡狐奴縣 | 延熙元年 | | 嘉禾七年 赤烏元年 | |
| 239年                                                               | 景初三年                     | - 曹叡病故，其義子曹芳繼位 - 新置東海郡新沓縣 | - 曹叡病故，其義子曹芳繼位 - 新置東海郡新沓縣 | 延熙二年 | | 赤烏二年 | - 改會稽郡遂昌縣為平昌縣 |
| 240年 姜維第一次北伐                                                | 魏齊王 正始元年              | - 揚州治所由合肥徙至壽春（?） - 新置東海郡新汶、南豐二縣 | - 揚州治所由合肥徙至壽春（?） - 新置東海郡新汶、南豐二縣 | 延熙三年 | | 赤烏三年 | |
| 241年                                                               | 正始二年                     | | | 延熙四年 | | 赤烏四年 | - 吳攻佔魏之邾、西陽、軑、西陵四縣 |
| 242年                                                               | 正始三年                     | - 析河南尹新設滎陽郡（隨後撤銷） | - 析河南尹新設滎陽郡（隨後撤銷） | 延熙五年 | | 赤烏五年 | - 復置珠崖郡（曾於西漢設置） - 新設珠崖郡珠官縣 - 改吳郡禾興縣為嘉興縣 |
| 243年                                                               | 正始四年                     | | | 延熙六年 | | 赤烏六年 | - 撤銷廬江郡，其地棄（?） |
| 244年 曹魏高句驪戰爭                                                | 正始五年                     | - 撤銷秦國，復設京兆郡 - 復置遼東屬國，隨改昌黎郡 - 改樂陵郡為樂陵國 | - 撤銷秦國，復設京兆郡 - 復置遼東屬國，隨改昌黎郡 - 改樂陵郡為樂陵國 | 延熙七年 | | 赤烏七年 | |
| 245年                                                               | 正始六年                     | | | 延熙八年 | | 赤烏八年 | - 新設會稽郡永康、武義二縣 |
| 246年                                                               | 正始七年                     | - 撤銷任城國，復設任城郡 - 改濟南郡為濟南國 | - 撤銷任城國，復設任城郡 - 改濟南郡為濟南國 | 延熙九年 | | 赤烏九年 | |
| 247年 姜維第二次北伐                                                | 正始八年                     | - 析河東郡新設平陽郡 | - 析河東郡新設平陽郡 | 延熙十年 | | 赤烏十年 | |
| 248年 姜維第三次北伐                                                | 正始九年                     | | | 延熙十一年 | - 新設涪陵郡漢平縣，廢丹興縣。 | 赤烏十一年 | - 析日南郡新設日南屬國（?） |
| 249年 高平陵之變 姜維第四次北伐                                     | 正始十年 嘉平元年            | - 撤銷楚國，復設淮南郡 - 豫州治所由項縣徙至安城（?） | - 撤銷楚國，復設淮南郡 - 豫州治所由項縣徙至安城（?） | 延熙十二年 | | 赤烏十二年 | |
| 250年 姜維第五次北伐                                                | 嘉平二年                     | | | 延熙十三年 | | 赤烏十三年 | - 吳復佔魏之堂邑、阜陵、全椒三縣 |
| 251年 王淩之叛                                                      | 嘉平三年                     | - 新置新城郡夷陵縣 | - 新置新城郡夷陵縣 | 延熙十四年 | | 赤烏十四年 太元元年 | |
| 252年 東興之戰                                                      | 嘉平四年                     | | | 延熙十五年 | | 太元二年 神鳳元年 吳廢帝 建興元年 | - 孫權病故，其子孫亮繼位 |
| 253年 姜維第六次北伐 第五次合肥之戰                                 | 嘉平五年                     | - 撤銷義陽郡，併入南陽、江夏二郡（?） - 撤銷汝陰郡，併入汝南郡 - 撤銷上庸郡，併入新城郡（?） - 撤銷章武郡，併入河間、勃海二郡（?） | - 撤銷義陽郡，併入南陽、江夏二郡（?） - 撤銷汝陰郡，併入汝南郡 - 撤銷上庸郡，併入新城郡（?） - 撤銷章武郡，併入河間、勃海二郡（?） | 延熙十六年 | | 建興二年 | - 新設廬陵郡吉陽縣 |
| 254年 姜維第七次北伐                                                | 嘉平六年 魏高貴鄉公 正元元年 | - 曹芳被司馬師廢去帝號，貶為齊王，另立曹髦為帝 | - 曹芳被司馬師廢去帝號，貶為齊王，另立曹髦為帝 | 延熙十七年 | - - 撤銷巴郡平都縣、樂城縣、常安縣 | 五鳳元年 | |
| 255年 毌丘儉文欽之叛 姜維第八次北伐                                 | 正元二年                     | | | 延熙十八年 | | 五鳳二年 | - 吳復佔魏之廣陵、海陵、輿、江都四縣 |
| 256年 姜維第九次北伐 （段谷之戰）                                   | 正元三年 甘露元年            | - 江夏郡沙羡縣歸魏，隨後撤併 | - 江夏郡沙羡縣歸魏，隨後撤併 | 延熙十九年 | | 五鳳三年 太平元年 | - 江夏郡沙羡縣為魏所佔 |
| 257年 諸葛誕之叛 姜維第十次北伐                                     | 甘露二年                     | | | 延熙二十年 | | 太平二年 | - 析會稽郡新置臨海郡 - 析豫章郡新置臨川郡 - 析長沙、零陵二郡新置衡陽郡 - 析長沙、桂陽二郡新置湘東郡 - 新設臨海郡羅江縣 - 新設臨川郡西平、東興、南豐、永城、宜黃、安浦、新建七縣 - 新設湘東郡梨陽、新寧二縣 |
| 258年                                                               | 甘露三年                     | | | 景耀元年 | | 太平三年 吳景帝 永安元年 | - 孫綝廢孫亮帝號，貶為會稽王，改立孫權六子孫休為帝 - 析丹陽郡溧水縣以南新設古鄣郡（永安末年撤銷） - 改新都郡休陽縣為海陽縣 |
| 259年                                                               | 甘露四年                     | - 析新城郡復設上庸郡 | - 析新城郡復設上庸郡 | 景耀二年 | | 永安二年 | |
| 260年                                                               | 甘露五年 魏元帝 景元元年     | - 曹髦被殺，司馬昭立曹奐為帝 | - 曹髦被殺，司馬昭立曹奐為帝 | 景耀三年 | | 永安三年 | - 析會稽郡新置建安郡 - 析宜都郡新置建平郡 - 析合浦郡新置合浦北部都尉 - 新設建安郡將樂縣 - 新設建平郡興山（分秭歸縣北置）、信陵（吳末為晉佔）、沙渠（分巫縣置）、建始四縣 - 新設合浦北部都尉連道、昌平二縣 |
| 261年                                                               | 景元二年                     | | | 景耀四年 | | 永安四年 | |
| 262年 姜維 第十一次北伐                                             | 景元三年                     | | | 景耀五年 | | 永安五年 | |
| 263年 魏滅蜀之戰                                                    | 景元四年                     | - 析益州新置梁州，治沔陽，領漢中、梓潼、廣漢、東廣漢、涪陵、巴郡、巴西、巴東八郡 | - 析益州新置梁州，治沔陽，領漢中、梓潼、廣漢、東廣漢、涪陵、巴郡、巴西、巴東八郡 | 景耀六年 炎興元年 | - 魏國發動魏滅蜀之戰，蜀後主劉禪向魏請降，蜀漢亡，國祚42年 | 永安六年 | - 析武陵郡新置天門郡 |
| 264年                                                               | 景元五年 咸熙元年            | - 改野王典農校尉為野王郡 - 改原武典農校尉為原武郡 - 改襄城典農中郎將為襄城郡 | - 改野王典農校尉為野王郡 - 改原武典農校尉為原武郡 - 改襄城典農中郎將為襄城郡 | - 改野王典農校尉為野王郡 - 改原武典農校尉為原武郡 - 改襄城典農中郎將為襄城郡 | - 改野王典農校尉為野王郡 - 改原武典農校尉為原武郡 - 改襄城典農中郎將為襄城郡 | 永安七年 吳末帝 元興元年 | - 孫休病逝，改立孫皓為帝 - 孫皓遷都武昌，隨遷回建業 - 析交州南海、蒼梧、鬱林、高涼、高興五郡復置廣州，治番禺 - 析高涼郡新置高興郡（?） - 析豫章、廬陵二郡新置巴丘郡，旋即撤銷（?） - 交州治所由番禺遷回龍編 - 改珠官郡為合浦郡（?） |
| 265年 司馬炎篡魏                                                    | 咸熙二年                     | - 魏元帝曹奐禪位予司馬炎，魏國亡，國祚共45年 | - 魏元帝曹奐禪位予司馬炎，魏國亡，國祚共45年 | - 魏元帝曹奐禪位予司馬炎，魏國亡，國祚共45年 | - 魏元帝曹奐禪位予司馬炎，魏國亡，國祚共45年 | 元興二年 甘露元年 | - 析零陵郡新設營陽郡（隨後撤銷） - 析桂陽、南海二郡新置始興郡 - 析零陵、蒼梧二郡新置始安郡 - 新設始安郡平陽、尚安、永豐三縣 - 新設始興郡始興縣 |
| 265年 司馬炎篡魏                                                    | 晉武帝 泰始元年              | - 司馬炎建立晉朝，定都洛陽 - 析涿、博陵2郡置高陽國 - 改山陽郡為高平國 - 改東平郡為東平國 - 改譙郡為譙國 - 改鉅鹿郡為鉅鹿國 - 改安平郡為安平國 - 改平原郡為平原國 - 改樂陵郡為樂陵國 - 改河間郡為河間國 - 改中山郡為中山國 - 改常山郡為常山國 - 改太原郡為太原國 | - 司馬炎建立晉朝，定都洛陽 - 析涿、博陵2郡置高陽國 - 改山陽郡為高平國 - 改東平郡為東平國 - 改譙郡為譙國 - 改鉅鹿郡為鉅鹿國 - 改安平郡為安平國 - 改平原郡為平原國 - 改樂陵郡為樂陵國 - 改河間郡為河間國 - 改中山郡為中山國 - 改常山郡為常山國 - 改太原郡為太原國 | - 司馬炎建立晉朝，定都洛陽 - 析涿、博陵2郡置高陽國 - 改山陽郡為高平國 - 改東平郡為東平國 - 改譙郡為譙國 - 改鉅鹿郡為鉅鹿國 - 改安平郡為安平國 - 改平原郡為平原國 - 改樂陵郡為樂陵國 - 改河間郡為河間國 - 改中山郡為中山國 - 改常山郡為常山國 - 改太原郡為太原國 | - 司馬炎建立晉朝，定都洛陽 - 析涿、博陵2郡置高陽國 - 改山陽郡為高平國 - 改東平郡為東平國 - 改譙郡為譙國 - 改鉅鹿郡為鉅鹿國 - 改安平郡為安平國 - 改平原郡為平原國 - 改樂陵郡為樂陵國 - 改河間郡為河間國 - 改中山郡為中山國 - 改常山郡為常山國 - 改太原郡為太原國 | 元興二年 甘露元年 | - 析零陵郡新設營陽郡（隨後撤銷） - 析桂陽、南海二郡新置始興郡 - 析零陵、蒼梧二郡新置始安郡 - 新設始安郡平陽、尚安、永豐三縣 - 新設始興郡始興縣 |
| 266年                                                               | 泰始二年                     | - 析汝南郡置汝陰國 - 析河南郡置榮陽郡 - 析河南郡置陽翟郡，旋廢 - 析京兆郡置上洛郡 - 析河內郡置汲郡 - 析魏郡、陽平2郡置頓丘郡 - 析魏郡內黃縣置長樂縣（約此時） - 析魏郡湯陰縣置安陽縣（約此時） - 析勃海郡蓨縣置東安陵縣（約此時） - 析上黨郡涅縣置武鄉縣（約此時） - 析太原郡榆次縣東北置壽陽縣並移屬樂平郡（約此時） - 復設范陽國長鄉縣（約此時） - 復設雁門郡崞縣、繁畤縣（約此時） - 弘農郡新安縣移屬河南郡 - 勃海郡廣川縣移屬清河郡（約此時） - 新興郡平城縣、馬邑縣移屬雁門郡（約此時） - 改廣漢郡為新都郡 - 改東廣漢郡為廣漢郡（新） - 東平國剛縣改名剛平縣（約此時） - 西河郡茲氏縣改名隰城縣（約此時） - 上黨郡陽阿縣改名轑陽縣並移屬樂平郡（約此時） - 撤銷廣平郡曲周縣（約此時） - 撤銷陳留國陳留縣（約此時） - 撤銷高平國瑕丘縣（約此時） - 撤銷東平國寧陽縣（約此時） - 撤銷濟北國肥城縣（約此時） - 撤銷汝南郡西華縣（約此時） - 撤銷汝南郡新陽縣（約此時） - 撤銷潁川郡綸氏縣（約此時） - 撤銷梁國碭縣（約此時） - 撤銷鉅鹿國南欒縣、楊氏縣（約此時） - 撤銷安平國南宮縣、堂邑縣（約此時） - 撤銷河間國弓高縣（約此時） - 撤銷中山國無極縣（約此時） - 撤銷漁陽郡漁陽縣（約此時） - 撤銷遼西郡臨渝縣、令支縣（約此時） - 撤銷上黨郡陭氏縣、穀遠縣（約此時） - 撤銷雁門郡劇陽縣（約此時） - 撤銷新興郡慮虒縣（約此時） | - 析汝南郡置汝陰國 - 析河南郡置榮陽郡 - 析河南郡置陽翟郡，旋廢 - 析京兆郡置上洛郡 - 析河內郡置汲郡 - 析魏郡、陽平2郡置頓丘郡 - 析魏郡內黃縣置長樂縣（約此時） - 析魏郡湯陰縣置安陽縣（約此時） - 析勃海郡蓨縣置東安陵縣（約此時） - 析上黨郡涅縣置武鄉縣（約此時） - 析太原郡榆次縣東北置壽陽縣並移屬樂平郡（約此時） - 復設范陽國長鄉縣（約此時） - 復設雁門郡崞縣、繁畤縣（約此時） - 弘農郡新安縣移屬河南郡 - 勃海郡廣川縣移屬清河郡（約此時） - 新興郡平城縣、馬邑縣移屬雁門郡（約此時） - 改廣漢郡為新都郡 - 改東廣漢郡為廣漢郡（新） - 東平國剛縣改名剛平縣（約此時） - 西河郡茲氏縣改名隰城縣（約此時） - 上黨郡陽阿縣改名轑陽縣並移屬樂平郡（約此時） - 撤銷廣平郡曲周縣（約此時） - 撤銷陳留國陳留縣（約此時） - 撤銷高平國瑕丘縣（約此時） - 撤銷東平國寧陽縣（約此時） - 撤銷濟北國肥城縣（約此時） - 撤銷汝南郡西華縣（約此時） - 撤銷汝南郡新陽縣（約此時） - 撤銷潁川郡綸氏縣（約此時） - 撤銷梁國碭縣（約此時） - 撤銷鉅鹿國南欒縣、楊氏縣（約此時） - 撤銷安平國南宮縣、堂邑縣（約此時） - 撤銷河間國弓高縣（約此時） - 撤銷中山國無極縣（約此時） - 撤銷漁陽郡漁陽縣（約此時） - 撤銷遼西郡臨渝縣、令支縣（約此時） - 撤銷上黨郡陭氏縣、穀遠縣（約此時） - 撤銷雁門郡劇陽縣（約此時） - 撤銷新興郡慮虒縣（約此時） | - 析汝南郡置汝陰國 - 析河南郡置榮陽郡 - 析河南郡置陽翟郡，旋廢 - 析京兆郡置上洛郡 - 析河內郡置汲郡 - 析魏郡、陽平2郡置頓丘郡 - 析魏郡內黃縣置長樂縣（約此時） - 析魏郡湯陰縣置安陽縣（約此時） - 析勃海郡蓨縣置東安陵縣（約此時） - 析上黨郡涅縣置武鄉縣（約此時） - 析太原郡榆次縣東北置壽陽縣並移屬樂平郡（約此時） - 復設范陽國長鄉縣（約此時） - 復設雁門郡崞縣、繁畤縣（約此時） - 弘農郡新安縣移屬河南郡 - 勃海郡廣川縣移屬清河郡（約此時） - 新興郡平城縣、馬邑縣移屬雁門郡（約此時） - 改廣漢郡為新都郡 - 改東廣漢郡為廣漢郡（新） - 東平國剛縣改名剛平縣（約此時） - 西河郡茲氏縣改名隰城縣（約此時） - 上黨郡陽阿縣改名轑陽縣並移屬樂平郡（約此時） - 撤銷廣平郡曲周縣（約此時） - 撤銷陳留國陳留縣（約此時） - 撤銷高平國瑕丘縣（約此時） - 撤銷東平國寧陽縣（約此時） - 撤銷濟北國肥城縣（約此時） - 撤銷汝南郡西華縣（約此時） - 撤銷汝南郡新陽縣（約此時） - 撤銷潁川郡綸氏縣（約此時） - 撤銷梁國碭縣（約此時） - 撤銷鉅鹿國南欒縣、楊氏縣（約此時） - 撤銷安平國南宮縣、堂邑縣（約此時） - 撤銷河間國弓高縣（約此時） - 撤銷中山國無極縣（約此時） - 撤銷漁陽郡漁陽縣（約此時） - 撤銷遼西郡臨渝縣、令支縣（約此時） - 撤銷上黨郡陭氏縣、穀遠縣（約此時） - 撤銷雁門郡劇陽縣（約此時） - 撤銷新興郡慮虒縣（約此時） | - 析汝南郡置汝陰國 - 析河南郡置榮陽郡 - 析河南郡置陽翟郡，旋廢 - 析京兆郡置上洛郡 - 析河內郡置汲郡 - 析魏郡、陽平2郡置頓丘郡 - 析魏郡內黃縣置長樂縣（約此時） - 析魏郡湯陰縣置安陽縣（約此時） - 析勃海郡蓨縣置東安陵縣（約此時） - 析上黨郡涅縣置武鄉縣（約此時） - 析太原郡榆次縣東北置壽陽縣並移屬樂平郡（約此時） - 復設范陽國長鄉縣（約此時） - 復設雁門郡崞縣、繁畤縣（約此時） - 弘農郡新安縣移屬河南郡 - 勃海郡廣川縣移屬清河郡（約此時） - 新興郡平城縣、馬邑縣移屬雁門郡（約此時） - 改廣漢郡為新都郡 - 改東廣漢郡為廣漢郡（新） - 東平國剛縣改名剛平縣（約此時） - 西河郡茲氏縣改名隰城縣（約此時） - 上黨郡陽阿縣改名轑陽縣並移屬樂平郡（約此時） - 撤銷廣平郡曲周縣（約此時） - 撤銷陳留國陳留縣（約此時） - 撤銷高平國瑕丘縣（約此時） - 撤銷東平國寧陽縣（約此時） - 撤銷濟北國肥城縣（約此時） - 撤銷汝南郡西華縣（約此時） - 撤銷汝南郡新陽縣（約此時） - 撤銷潁川郡綸氏縣（約此時） - 撤銷梁國碭縣（約此時） - 撤銷鉅鹿國南欒縣、楊氏縣（約此時） - 撤銷安平國南宮縣、堂邑縣（約此時） - 撤銷河間國弓高縣（約此時） - 撤銷中山國無極縣（約此時） - 撤銷漁陽郡漁陽縣（約此時） - 撤銷遼西郡臨渝縣、令支縣（約此時） - 撤銷上黨郡陭氏縣、穀遠縣（約此時） - 撤銷雁門郡劇陽縣（約此時） - 撤銷新興郡慮虒縣（約此時） | 甘露二年 寶鼎元年 | - 析會稽郡新置東陽郡 - 析丹陽、吳郡二郡新置吳興郡 - 析零陵郡新置昭陵郡 |
| 267年                                                               | 泰始三年                     | - 析上洛郡上洛縣置拒陽縣 - 析上洛郡商縣置豐陽縣 | - 析上洛郡上洛縣置拒陽縣 - 析上洛郡商縣置豐陽縣 | - 析上洛郡上洛縣置拒陽縣 - 析上洛郡商縣置豐陽縣 | - 析上洛郡上洛縣置拒陽縣 - 析上洛郡商縣置豐陽縣 | 寶鼎二年 | - 析長沙、豫章、廬陵三郡新置安城郡 - 新設安城郡新渝、萍鄉二縣 |
| 268年                                                               | 泰始四年                     | | | | | 寶鼎三年 | |
| 269年                                                               | 泰始五年                     | - 析雍州、梁州、涼州新置秦州，治冀縣，領隴西、南安、天水、略陽、武都、陰平六郡 | - 析雍州、梁州、涼州新置秦州，治冀縣，領隴西、南安、天水、略陽、武都、陰平六郡 | - 析雍州、梁州、涼州新置秦州，治冀縣，領隴西、南安、天水、略陽、武都、陰平六郡 | - 析雍州、梁州、涼州新置秦州，治冀縣，領隴西、南安、天水、略陽、武都、陰平六郡 | 寶鼎四年 建衡元年 | |
| 270年                                                               | 泰始六年                     | - 改汝南郡為汝南國 | - 改汝南郡為汝南國 | - 改汝南郡為汝南國 | - 改汝南郡為汝南國 | 建衡二年 | |
| 271年                                                               | 泰始七年                     | - 析益州、交州新置寧州，治味縣，領雲南、興古、建寧、永昌四郡 | - 析益州、交州新置寧州，治味縣，領雲南、興古、建寧、永昌四郡 | - 析益州、交州新置寧州，治味縣，領雲南、興古、建寧、永昌四郡 | - 析益州、交州新置寧州，治味縣，領雲南、興古、建寧、永昌四郡 | 建衡三年 | - 析交趾郡新置新昌郡、武平郡 - 析九真郡新置九真屬國 - 新設交趾郡吳興、武安、武寧、軍平四縣（?） - 新設新昌郡嘉寧（分麊泠縣置）、吳定、封山三縣（?） - 新設武平郡平道、武興、進山、根寧、安武、扶安六縣（?） - 新設九真郡常樂（分移風縣置）、建初、扶樂三縣（?） - 新設九真屬國九德、陽成、越裳、都洨、扶芩、由胥六縣（?）                       |
| 272年 西陵之戰                                                      | 泰始八年                     | | | | | 鳳凰元年 | |
| 273年                                                               | 泰始九年                     | - 撤銷上谷郡廣寧縣（約此時） | - 撤銷上谷郡廣寧縣（約此時） | - 撤銷上谷郡廣寧縣（約此時） | - 撤銷上谷郡廣寧縣（約此時） | 鳳凰二年 | |
| 274年                                                               | 泰始十年                     | - 析廬江郡置安豐郡（本年以前） | - 析廬江郡置安豐郡（本年以前） | - 析廬江郡置安豐郡（本年以前） | - 析廬江郡置安豐郡（本年以前） | 鳳凰三年 | - 析鬱林郡新置桂林郡 |
| 275年                                                               | 咸寧元年                     | - 撤銷漁陽郡併入燕國（約此時） | - 撤銷漁陽郡併入燕國（約此時） | - 撤銷漁陽郡併入燕國（約此時） | - 撤銷漁陽郡併入燕國（約此時） | 天冊元年 | |
| 276年                                                               | 咸寧二年                     | - 析幽州復置平州，治襄平，領遼東、昌黎、玄菟、樂浪、帶方五郡 | - 析幽州復置平州，治襄平，領遼東、昌黎、玄菟、樂浪、帶方五郡 | - 析幽州復置平州，治襄平，領遼東、昌黎、玄菟、樂浪、帶方五郡 | - 析幽州復置平州，治襄平，領遼東、昌黎、玄菟、樂浪、帶方五郡 | 天冊二年 天璽元年 | |
| 277年                                                               | 咸寧三年                     | - 改東郡為濮陽國 - 改任城郡為任城國 - 改趙郡為趙國 - 改章武郡為章武國，河間國為河間郡 - 改遼東郡為遼東國 - 改西河郡為西河國 - 撤銷陳國併入梁國 - 汝南國南頓縣移屬梁國 - 沛國公丘縣移屬魯國 - 魯國廣戚縣移屬彭城國（約此時） | - 改東郡為濮陽國 - 改任城郡為任城國 - 改趙郡為趙國 - 改章武郡為章武國，河間國為河間郡 - 改遼東郡為遼東國 - 改西河郡為西河國 - 撤銷陳國併入梁國 - 汝南國南頓縣移屬梁國 - 沛國公丘縣移屬魯國 - 魯國廣戚縣移屬彭城國（約此時） | - 改東郡為濮陽國 - 改任城郡為任城國 - 改趙郡為趙國 - 改章武郡為章武國，河間國為河間郡 - 改遼東郡為遼東國 - 改西河郡為西河國 - 撤銷陳國併入梁國 - 汝南國南頓縣移屬梁國 - 沛國公丘縣移屬魯國 - 魯國廣戚縣移屬彭城國（約此時） | - 改東郡為濮陽國 - 改任城郡為任城國 - 改趙郡為趙國 - 改章武郡為章武國，河間國為河間郡 - 改遼東郡為遼東國 - 改西河郡為西河國 - 撤銷陳國併入梁國 - 汝南國南頓縣移屬梁國 - 沛國公丘縣移屬魯國 - 魯國廣戚縣移屬彭城國（約此時） | 天紀元年 | |
| 278年                                                               | 咸寧四年                     | | | | | 天紀二年 | - 改九真屬國為九德郡（?） |
| 279年                                                               | 咸寧五年                     | | | | | 天紀三年 | |
| 280年 晉滅吳之戰                                                    | 咸寧六年 太康元年            | - 晉滅吳，統一天下，三國時代結束 - 汝南國安陽縣改名南安陽縣 | - 晉滅吳，統一天下，三國時代結束 - 汝南國安陽縣改名南安陽縣 | - 晉滅吳，統一天下，三國時代結束 - 汝南國安陽縣改名南安陽縣 | - 晉滅吳，統一天下，三國時代結束 - 汝南國安陽縣改名南安陽縣 | 天紀四年 | - 晉國發動晉滅吳之戰，孫皓向晉投降，吳國亡，國祚51年 |